# Literatura rusa

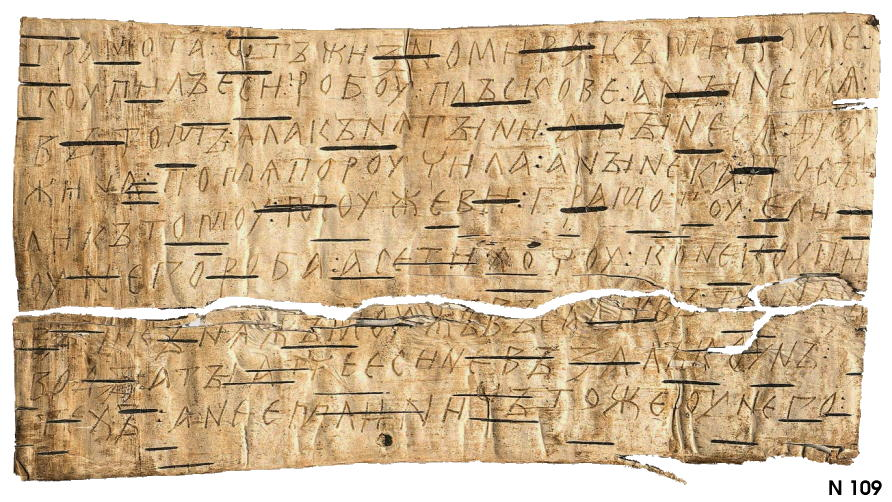
Una de las cartas de corteza de abedul. República de Nóvgorod.

Con el término literatura rusa se alude no solo a la literatura de Rusia, sino también a la literatura escrita en ruso por miembros de otras naciones que se independizaron de la extinta Unión de Repúblicas Socialistas Soviéticas (URSS) o por emigrados que fueron acogidos en ella. Con la disolución de la URSS varias culturas y países han reclamado a varios escritores exsoviéticos que, sin embargo, escribían en ruso. La literatura rusa se caracteriza por su marcada profundidad con figuras claves para la literatura universal como Dostoievski o Tolstói, y empezó, como todas, en forma de tradición oral sin cultivo escrito hasta la cristianización de la Rus de Kiev en 989 y, con ésta, de un alfabeto adecuado para acogerla.
Los creadores de dicho alfabeto fueron a los misioneros bizantinos Cirilo y Metodio; ellos tomaron distintas grafías de los alfabetos latino, griego y hebreo, e ingeniaron otras. Al principio el lenguaje escrito ruso usó dos sistemas gráficos —los alfabetos cirílico y glagolítico—; el glagolítico, supuestamente inventado también por Cirilo y Metodio, fue abandonado, y la literatura rusa tal como la conocemos actualmente se escribe y lee en alfabeto cirílico, en su modalidad denominada alfabeto ruso.

## Tradición oral popular

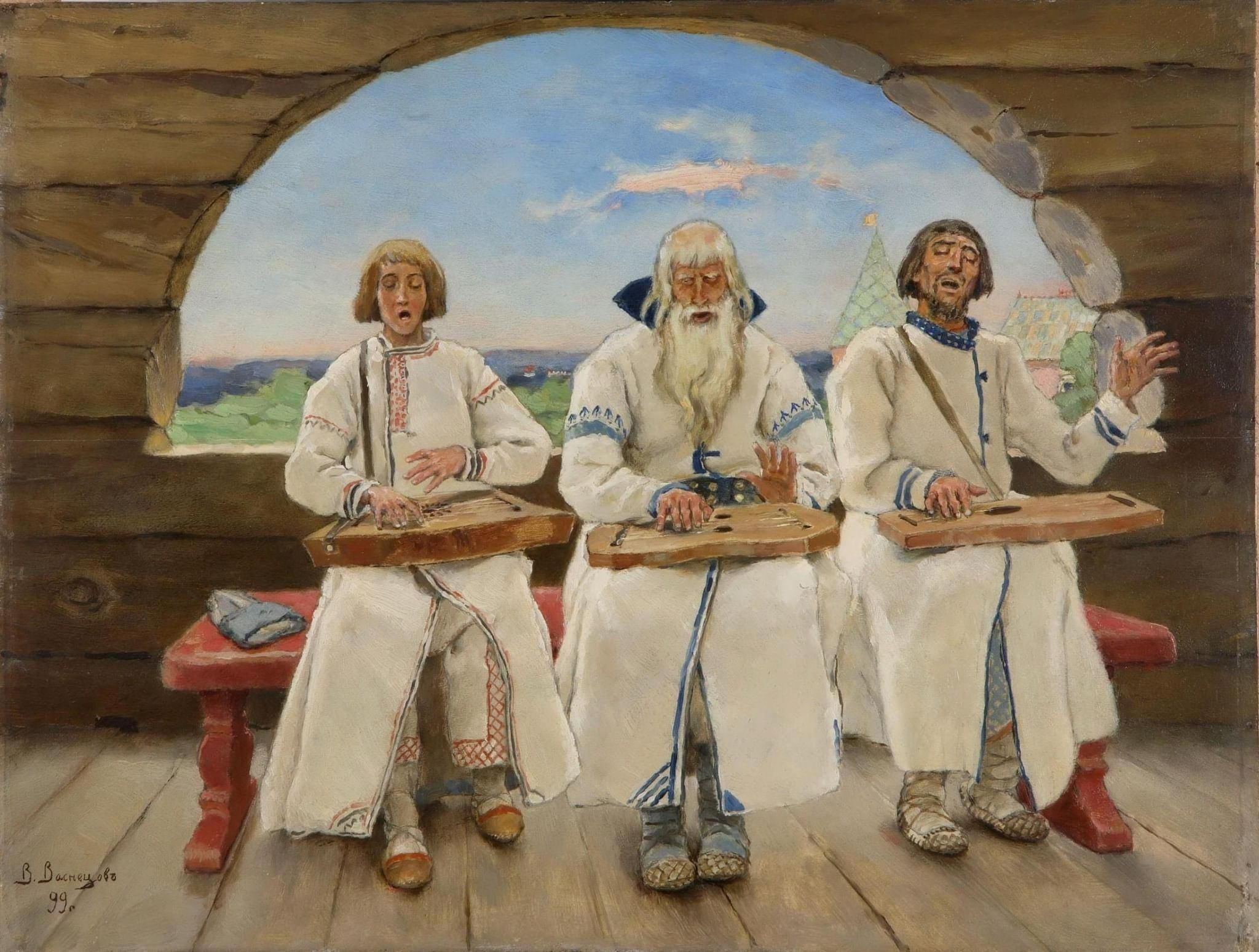
Víktor Vasnetsov, Los tocadores de gusli, 1899.

La tradición oral popular de los skomorojis (juglares) y skazíteles, una especie de bardos itinerantes llegados desde el Imperio bizantino o los países eslavos, se expresaba a través de las bylinas (cantos o canciones) que unían tradiciones populares paganas y eclesiásticas en forma de prosa rítmica acompañada del gusli. Las bylinas relatan hazañas de los bogatyrí que defendieron Rusia contra nómadas pechenegos y cumanos y contra varios monstruos fantásticos. Los héroes de bylinas más famosos son Ilyá Múromets (Ilyá de Múrom), Dobrynia Nikítich y Aliosha Popóvich ("Aliosha hijo de clérigo (pope)"). En la tradición oral también existen canciones populares y cuentos tradicionales rusos que empezaron a recogerse por escrito en el siglo XIX cuando Aleksandr Afanásiev los compiló en ocho volúmenes.

## Literatura rusa antigua

### Literatura del período de la Rus de Kiev (s.XIalXIII) y de la ruptura feudal (s.XIIIal (XIV)

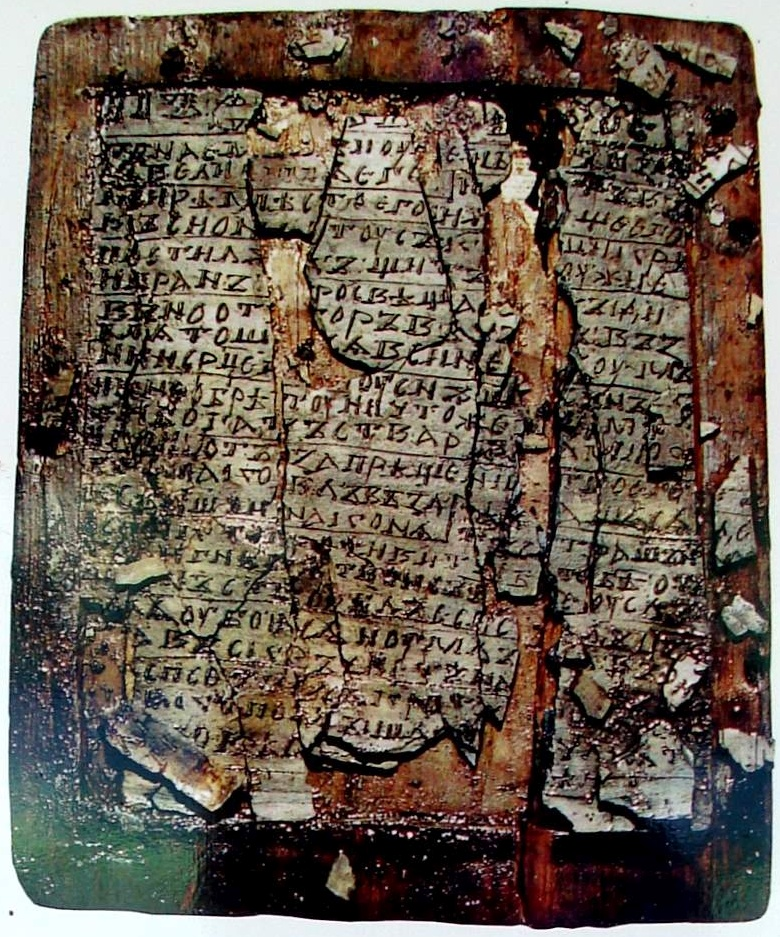
Primera página del Códice de Nóvgorod, años 1010.

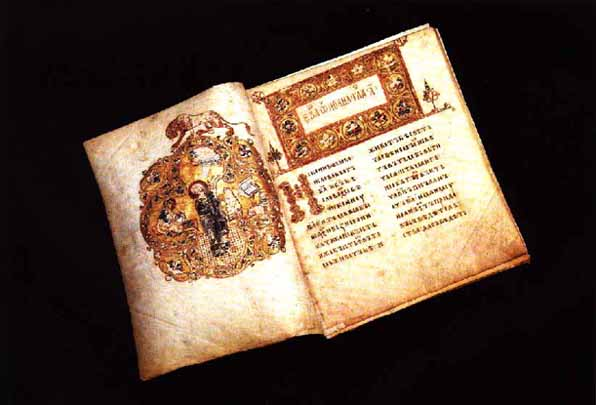
El Evangeliario de Ostromir, c.1056-1057.

La antigua literatura rusa se compone de unas escasas obras maestras escritas en antiguo eslavo eclesiástico, en eslavo eclesiástico y en antiguo eslavo oriental.
En el siglo XI todas las tribus de los eslavos orientales formaban parte de la Rus de Kiev. Una lengua única, el antiguo eslavo oriental, empezó a formarse con algunos dialectos territoriales. Solo en el siglo XIII, cuando la Rus de Kiev se fragmentó, el ruso, el ucraniano y el bielorruso empezaron un desarrollo independiente. Por eso estas tres naciones poseen un periodo común en la historia de sus literaturas.
En la Edad Media en Rusia no hubo órdenes militares de caballería ni universidades hasta que se creó, ya en el siglo XVIII, la fundada por Mijaíl Lomonósov, ahora llamada Universidad Estatal de Moscú. Los centros de enseñanza en la Rusia medieval fueron los monasterios, pero, pese a todo, en la Rusia antigua había gente alfabetizada, tal y como demuestran los numerosos documentos de Nóvgorod conservados en corteza de abedul que datan de los siglos XI-XII: cartas, papeletas, notas, cédulas, ejercicios de alumnos, etc. El primer libro conocido en antiguo eslavo eclesiástico es el manuscrito sobre tablillas de madera cubiertas de cera Códice de Nóvgorod (Novgorod Codex) o Salterio de Nóvgorod, que contiene los salmos 75 y 76 (alrededor del año 1010). El Evangeliario de Ostromir fue manuscrito en eslavo eclesiástico sobre pergamino en 1056 o 1057.
A día de hoy, las obras en antiguo eslavo eclesiástico, eslavo eclesiástico y antiguo eslavo oriental requieren ser traducidas al idioma ruso actual debido a su evolución y sucesivas reformas tanto del alfabeto cirílico en Rusia como de los tipos de letra de imprenta, incluida la reforma emprendida por Pedro I de Rusia en 1708 que introdujo el llamado tipo de letra civil (Гражданский шрифт). Todavía sobreviven unas pocas obras de la antigua literatura rusa, así como gran número de manuscritos deteriorados por los efectos de múltiples invasiones y guerras. Estas obras, de elaboración manuscrita, eran generalmente anónimas. Solía existir en esa antigua literatura rusa la temática recurrente de la glorificación de la belleza y del poder ruso, la denuncia de la autocracia de los príncipes de la Rus de Kiev y la defensa de los principios morales.
Puede decirse que existía un sistema propio de géneros literarios dividido principalmente en dos grandes grupos: literatura secular y literatura eclesiástica. En ellos encontramos los siguientes subgrupos:

#### Literatura secular
- Leyenda histórica
- Narración histórica
- Una precoz literatura propagandística.
- Tradiciones orales como las bylinas, poemas épicos orales que fusionan tradiciones cristianas y paganas. Las bylinas relatan las hazañas y proezas realizadas por héroes épicos rusos, como Ilyá Múromets, Dobrynia Nikítich y Aliosha Popóvich, defendiendo la Rus de Kiev de los nómadas.

#### Literatura eclesiástica
- Hagiográfica
- Himnográfica
- Literatura al servicio de la Iglesia

Es difícil clasificar estas obras bajo un único género -muchas crónicas no son homogéneas, ya que contienen partes pertenecientes a todos los géneros anteriormente mencionados- narraciones históricas, leyendas históricas, extractos de tratados de intención propagandística e incluso piezas hagiográficas.
El primer periodo de la literatura rusa, constituido sobre todo por la obra de clérigos de principados rusos que escribían en una lengua llamada eslavón o eslavo eclesiástico, y aristócratas consagrados a la guerra, que escribían en antiguo eslavo oriental, que no se debe confundir con el eslavón, es denominado "Período de Kiev", y llega hasta 1240. Se trata fundamentalmente de hagiografías y poemas épicos.
La literatura rusa del periodo está sometida a la influencia de literatura bizantina. Son obras eclesiásticas importantes diversas traducciones: el Evangeliario de Ostromir (1056) y los Florilegios (extractos de Padres de la Iglesia, vidas de santos, preceptos morales) compuestos en el siglo XI por el príncipe Sviatoslav II de Kiev, obras de Basilio el Grande, Juan Malalas, Juan Crisóstomo. Las traducciones de textos profanos incluyen el Romance de Alejandro, fundada en la historia de Alejandro Magno, y Acción de Devgenis (Digenis Acritas) (Devgénievo deyánie), cantares de gestas militares, Physiologus.

#### Obras
Los trabajos más importantes originales de la antigua literatura rusa son: 
- Crónica de Néstor (Póvest vremennyj let) (la segunda mitad del siglo XI - principio del siglo XII) Es una crónica importante, donde se exploran los orígenes de Rusia y se enlaza su historia con la de los países colindantes. La crónica cubre el periodo desde 852 a Vladímir II Monómaco.
- La Loa de san Vladímiro (Discurso sobre la ley y la gracia; Slovo o zakone i blagodati) (1037-1050) por Hilarión de Kiev, metropolita de Kiev (hacia 1050). En este temprano trabajo propagandístico, Hilarión compara la Ley Judía y el cristianismo (Gracia). Señala que la nueva Gracia divina pertenece equitativamente a cada nación y que Bizancio no puede monopolizarla.
- El texto laico más famoso es el Cantar de las Huestes de Ígor (finales del siglo XII) escrito en antiguo eslavo oriental. El libro está basado en un ataque sin éxito llevado a cabo por el Príncipe Ígor Sviatoslávich de Nóvgorod-Síverski (del Principado de Cherníhiv que formaba parte de la Rus de Kiev) contra los polovtsianos o cumanos de la región del Bajo Don en 1185. El autor apela a los belicosos príncipes rusos, llamándolos a la unidad ante la constante amenaza de los pueblos túrquicos del este.

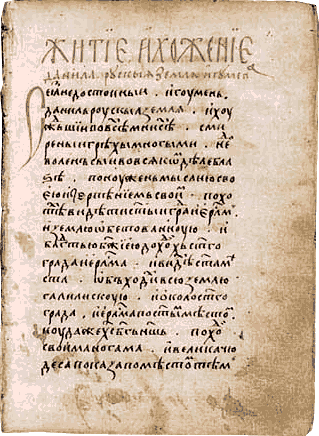
Fragmento del Viaje del higúmeno Daniíl a la Tierra Santa («Житие и хождение игумена Даниила из Русской земли»)

- La Homilía de Vladímir II Monómaco (Pouchenie Vladímira Monomaja) (cerca 1117). Es un testamento moral, en que Vladímir II Monómaco explica el deber de un príncipe, esboza los principios morales de un duque y cita su vida como ejemplo.
- El Viaje del higúmeno Daniíl a la Tierra Santa (Jozhdenie igúmena Daniila v Svyatúyu zemlyu) (principio del siglo XII). El Viaje trata del itinerario del higúmeno Daniíl (Daniel the Traveller) desde la Rus de Kiev a Palestina, entre 1106 y 1108,  de forma realista y recopila distintas leyendas religiosas. Está escrito en antiguo eslavo oriental.

De 1240 a 1480 la literatura rusa ralentizó su crecimiento a causa de la invasión mongola de la Rus de Kiev en 1223, que provocó la decadencia de la Rus de Kiev junto con el surgimiento de nuevos centros culturales como Nóvgorod. Se escriben relatos militares en prosa rítmica, como el anónimo Canto del desastre de la tierra rusa (Slovo o poguíbeli zemlí Rússkoi) (siglo XIII) (en esta obra lírica y trágica el autor anónimo se lamenta por el destino de Rusia, pisoteada por los mongoles de Batu Kan y hace un llamamiento a los príncipes rusos para que se unan y repelan al enemigo), o el Ciclo de Kulikovo (Zadónschina, Cantar de allende el Don) (finales del siglo XIV-siglo XV): cuatro relatos que evocan la gran derrota de los mongoles en 1380. El "Ciclo" da fama a la Batalla de Kulikovo y tiene semejanza con el Cantar de las Huestes de Ígor.
Las obras eclesiásticas del periodo más destacadas son:
- Kíevo-Pecherski Paterik (la primera mitad delsiglo XIII) - vidas de primeros santos rusos de la Pechérskaya Lavra de Kiev, también conocido como el Monasterio de las Cuevas de Kiev;
- Súplica (Molenie (slovo) Daniíla Zatóchnika) de Daniil Zatóchnik (Daniel el Prisionero) (siglo XIII). En este documento, Daniel denuncia la arrogancia de los ricos y demanda caridad para los menos favorecidos, además de dedicar un himno a la inteligencia humana;
- La biografía de Aleksandr Nevski (Zhitié Aleksandra Névskogo) (siglo XIII) que mezcla hagiografía y crónica realista.

## Periodo moscovita de Rusia (siglosXV-XVII)

### SigloXV
A partir del reinado de Iván III de Rusia - quien en 1480 puso fin a la relación de vasallaje que el Principado de Moscú mantenía con la Horda de Oro, siendo el primer Gran príncipe de Moscú en adoptar el título de «Soberano de toda Rusia» - Moscú se convierte en el centro cultural. Los avances del laicismo renacentista en el siglo XV provocan turbulentos conflictos religiosos y políticos que generaron una amplia literatura polémica en prosa (obras por Nil Sorski - también llamado Nil del Río Sora - e Iósif Vólotski (Iósif de Volokolamsk) y sus respectivos adeptos. Iósif Vólotski intenta imponer la Iglesia sobre el Estado abogando por ampliar su poder y su riqueza. Nil del Río Sora, por el contrario, propone que la iglesia y los monjes renuncien a la riqueza secular y se reorganice la vida de los clérigos según los ideales cristianos de pobreza, trabajo y simplicidad.
Dentro de la literatura laica destaca el Viaje más allá de los tres mares (Viaje allende los tres mares; Jozhénie za tri mórya) por Afanasi Nikitin. Fue este un mercader, viajero y escritor que, en el siglo XV, descubrió la India a los rusos viajando a ella desde la ciudad de Tver. El viaje se desarrolló entre 1466 y 1472 y lo forman las notas de sus impresiones y observaciones que tomó durante su itinerario.

### SigloXVI
La literatura eclesiástica del siglo XVI continúa la tradicional disputa entre Nil del Río Sora y Iósif de Volokolamsk; esta literatura polémica y propagandística está representada por las obras de Maximus el Griego (Miguel Trivolis) (1480-1556), un seguidor de Nil del Río Sora. Su obra principal es Amplia relación de las desgracias acaecidas a causa del desorden y excesos de los zares y autoridades contemporáneas (Slovo, prostranne izlagáyuschee s zhálostiyu nestroéniya i bezchíniya zaréi i vlastéi poslédnego zhitiyá) (1534-1539). En esta obra Máximus el Griego denuncia las crueldades, indolencias y otros pecados de los gobernantes rusos, los zares, reclama un régimen justo y sabio y explica el deber y los principios morales que han de regir la conducta del príncipe que dirija el estado. Por primera vez, en la historia de Rusia, Maximus el Griego escribe que el zar es el responsable del destino de su país y de sus súbditos, de forma que puede ser llamado a capítulo.
En 1553-1564 la impresión de libros llegó a Rusia. El primer impresor ruso fue Iván Fiódorov, quien desarrolló su labor en Moscú a invitación de Iván IV. El primer libro ruso impreso fue el Apóstol (1564); la aparición de la imprenta fue un acontecimiento importantísimo para el desarrollo y difusión de la literatura y la cultura en Rusia.
El soberano Iván IV de Rusia fue también un escritor notable. Su obra más destacada es Epístolas al príncipe Andréi Kurbski. Este personaje había desertado durante la Guerra Livona al Gran Ducado de Lituania y acusaba a Iván IV de ser un tirano en varias epístolas que dirigió a su exsoberano. Iván IV le respondió que los enemigos auténticos del Estado eran los boyardos, que intentaban dividir Rusia en pequeños principados. La polémica se prolongó durante dos décadas, pero Iván IV también dejó escrita su opinión sobre el estilo de la lengua escrita en este periodo y compuso además algunos poemas y cánones musicales de tema eclesiástico.
La literatura profana o laica del siglo XVI se ve representada por las obras siguientes:

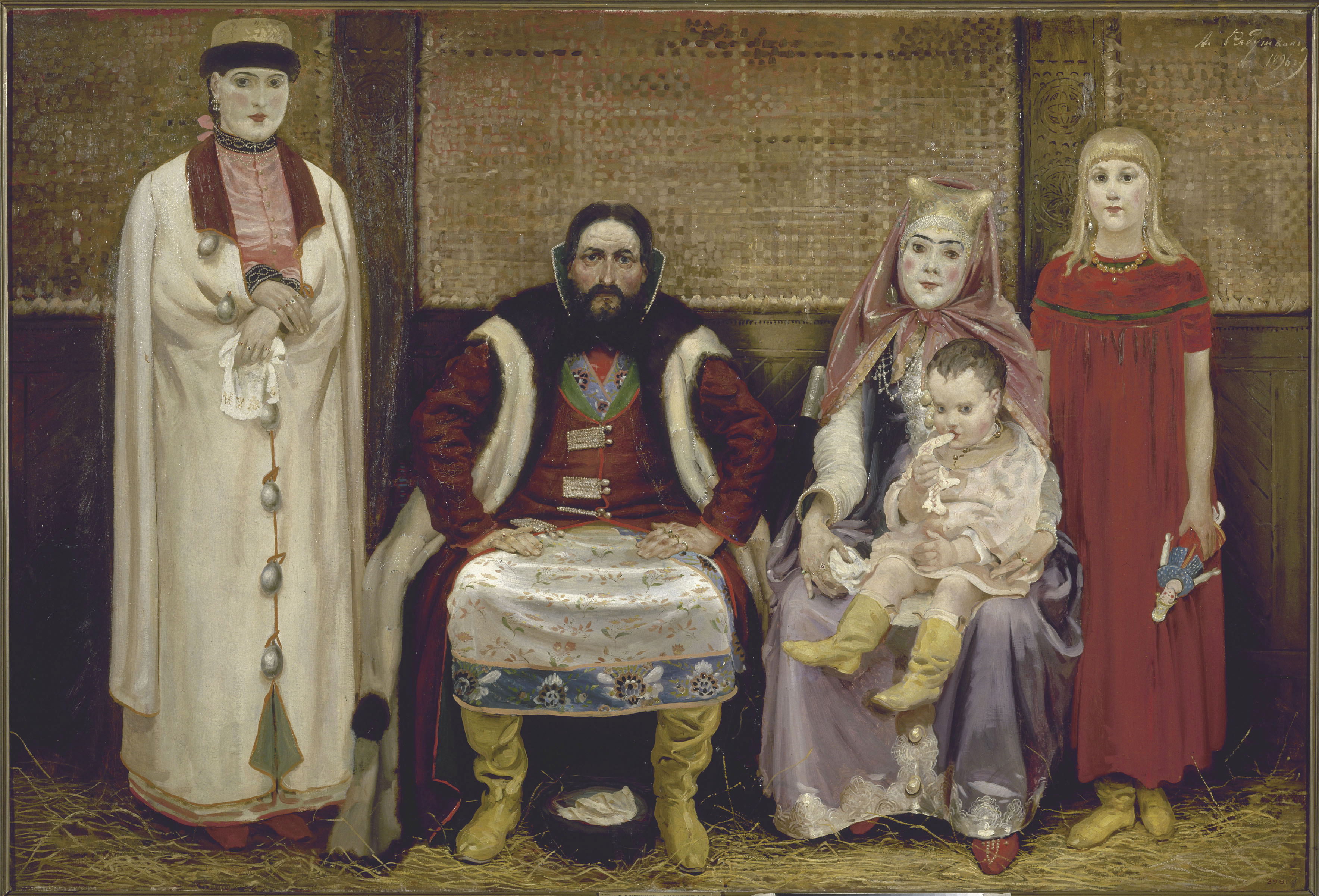
Una familia del mercader ruso en el, cuadro pintado por Andréi Riábushkin, 1896.

• El Domostrói (siglo XVI), atribuido al arcipreste Silvestre, confesor de Iván IV de Rusia. Domostrói reúne las diversas normas que regulaban la vida corriente de una familia rusa de este periodo. En el libro se trata del deber de un ciudadano respeto al zar y la iglesia. El hombre debe ser cabeza de familia y responsable de la vida de todos sus allegados y de la verdadera educación cristiana de los mismos. El Domostrói proclama que la mujer se halla subordinada enteramente al marido y recomienda castigar los casos de mala conducta con castigos físicos o corporales. También es una enciclopedia doméstica que estatuye cómo debe administrarse una hacienda ejemplar o cómo realizar los trabajos caseros. En el siglo XIX la palabra domostrói pasó a denotar en ruso todo lo que había de atrasado y anticuado en la vida familiar.
• Historia de un joven y una joven (Póvest o Petré y Fevróni) por Ermolái-Erast (mitad del siglo XVI). La Historia mezcla hagiografía y la novela sentimental. Algunos hombres de ciencia opinan que se trata de la primera novela por completo profana en la literatura rusa.
No se cultiva otra lírica que la de tema sacro, y la forma usada sigue siendo la prosa rítmica utilizada en narraciones militares como el anónimo Relato de la toma de Pskov (Pskóvskoye vziatie) (1510).

### SigloXVII

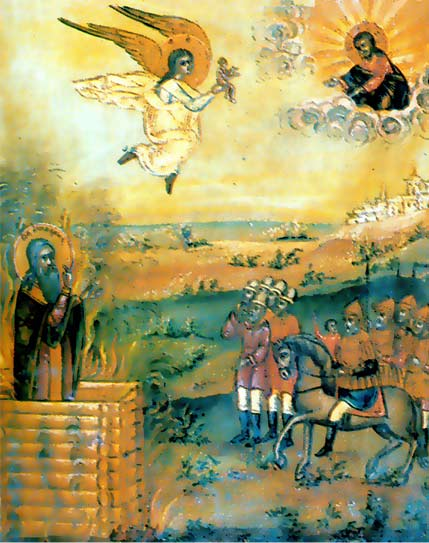
La muerte de Avvakum en la hoguera. Icono del siglo.

Durante el siglo XVII tuvo lugar un acontecimiento trascendental para la historia y cultura de Rusia: un cisma en la Iglesia Ortodoxa rusa. En 1652 el patriarca Nikon reformó la liturgia y ritos de la Iglesia ortodoxa rusa para adecuarlos a la iglesia ortodoxa griega contemporánea. Esta reforma supuso también una subordinación mayor del estamento eclesiástico al Estado, lo que impulsó una fuerte y tenaz resistencia por la parte del pueblo que fue más tarde denominada Viejos creyentes, autores del cisma religioso. En este periodo la obra literaria más importante es la autobiografía del viejo creyente Avvakum, excomulgado por el sínodo de Moscú y condenado a morir en la hoguera en Pustozersk. Se la conoce por el título de Vida del arcipreste Avvakum (1672-1675).
También destacan en este periodo las anónimas narraciones costumbristas Relato del Dolor y Mala Suerte (Póvest o gore i zloschasti) (segunda mitad del siglo XVII), Relato de Savva Grudtsyn (Póvest o Sávve Grúdtsyne) (1670) y la satírica Relación del juzgado de Shemyaka (Póvest o Shemiákinom sudé) (siglo XVII).
La literatura rusa del periodo se halla sometida ya al influjo de la literatura occidental. En 1569 Rusia occidental queda bajo la influencia de Polonia y la cultura de esta nación ejerce un cierto influjo. A la muerte de Iván IV de Rusia se dio comienzo a una época de guerras civiles conocida como Período Tumultuoso. Diversas guerras se suceden: la de la Comunidad Polaco-Lituana contra Rusia, la de las Dimitríadas (1605-1606), la de Ingria y la Guerra de Smolensk; de todo este caos surgió como zar ruso de hecho Vladislao IV Vasa, quien gobernó entre 1610 y 1612.
En Ucrania, la Rebelión de Jmelnytsky condujo a la desintegración de la Mancomunidad polaco-lituana. La sublevación liberó a los cosacos de Zaporozhia del dominio polaco que prefirieron aliarse con el Zarato ruso. Bohdán Jmelnytsky, el atamán de los cosacos de Zaporozhia, acordó con Alejo I de Rusia un tratado de protección, el Tratado de Pereyáslav (1654), y desde entonces Ucrania establece relaciones más estrechas con Rusia. Por intermedio de la literatura ucraniana y bielorrusa, llegan a Rusia algunas obras de géneros y autores occidentales, como las cuentecillos cómicos del Liber facetiarum del humanista Poggio Bracciolini, biografías de césares romanos, novelas caballerescas, novelas picarescas, novelas de aventuras, misceláneas y poemas polacos eran retraducidos y rusificados desde las versiones en lengua polaca y bielorrusa.
El verso aparece en pleno XVII con Simeón Pólotski (1629-1680) por influjo de la literatura polaca. Esto escinde la métrica rusa en dos artes, una de prosa métrica rítmica, popularizante y sentida como más nacional, y otra más parecida a la occidental y considerada más culta. Destacan en este periodo El jardín multicolor (Vertograd Mnogotsvetny) (1677-1678) de Simeón Pólotski (1629-1680) y el Epitafio (Epitafion) de Silvestre Medvédev (1641-1691).
Simeón Pólotski fue también el fundador del teatro ruso. El escribió y puso en escena la Comedia de la parábola del hijo pródigo (Komedia pritchi o blúdnom syne) y Del zar Nabucodonosor (O Navujodonósore zaré) (1673-1678), en el teatro de la corte de Alejo I de Rusia, quien era un gran aficionado de teatro.

## Literatura rusa del sigloXVIII

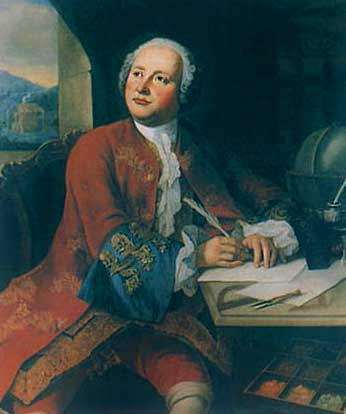
Mijaíl Lomonósov.

En el siglo XVIII Rusia se occidentalizó y secularizó bajo el cetro de hierro de Pedro I de Rusia. Puede decirse que la literatura profana o laica comienza verdaderamente en Rusia con este siglo. Pedro I en persona revisó y reformó el alfabeto ruso eliminando letras en desuso, simplificó el sistema ortográfico haciendo la lectura más accesible, así como modificó el tipo de letra de imprenta introduciendo el llamado tipo de letra civil (Гражданский шрифт).

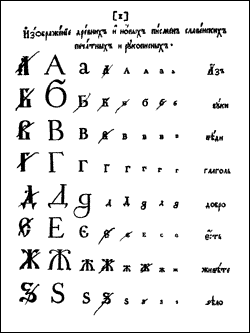
A-S
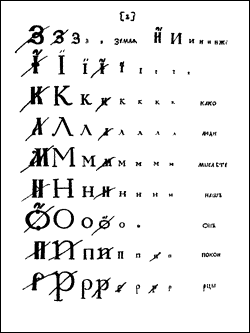
З-P
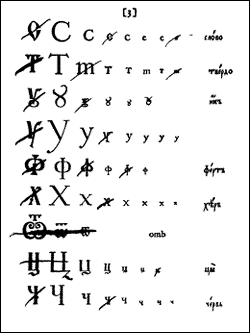
C-Ч
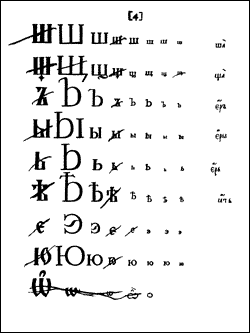
Ш-Ω

Páginas revisadas por Pedro I, Alfabeto cirílico, selección de letras para el alfabeto civil
Al igual que en las demás literaturas occidentales de este siglo, la Ilustración entró en la cultura rusa, que tuvo en este siglo su periodo clásico. Este Clasicismo tuvo sus pilares en el dominio de la razón y la experiencia, por lo que el período se conoce también como "Siglo de las Luces" o "Siglo de la razón".
El primer escritor notable del siglo XVIII es Antioj Kantemir (1708-1744), hijo de Dmitri Kantemir. Fue importante poeta satírico y su obra maestra es la sátira en verso A mi parecer: sobre aquellos que culpan a la educación (Na julyáschij uchenie - 1729), contra aquellos que querían aniquilar el legado cultural de Pedro I y otras nueve sátiras.
La principal polémica literaria de este siglo se produjo entre Vasili Trediakovski y Mijaíl Lomonósov acerca de la poesía y las técnicas de versificación en idioma ruso. Vasili Trediakovski (1703-1769), poeta y traductor, publicó en 1735 su obra teórica titulada El nuevo y conciso método de composición de versos rusos (Novi i kratki spósob k slozhéniyu stijov rosíyskij). En oposición al verso silábico tradicional (véase syllabic verse) empleado, por ejemplo, por Antioj Kantemir, introdujo las bases del verso silábico-acentual  (véase en:accentual-syllabic verse) así como los pies denominados troqueo (_U) y yambo (U_).
Mijaíl Lomonósov (1711-1765) en su Ensayo sobre la métrica de la versificación rusa (Pismó o právilaj rossíyskogo stijotvórstva)  de 1739 introdujo tres tipos de ritmos o pies: el dactílico (_UU), el anfibráquico (U_U) y el anapéstico (UU_), así como las rimas llanas y esdrújulas.
El científico Mijaíl Lomonósov se considera el fundador de la literatura rusa moderna al establecer las normas que habían de regir el buen gusto del ruso literario; distingue tres estilos, el noble, de vocabulario eslavón para el poema épico, la tragedia y la oda; el medio para la sátira y los dramas y el vulgar (con vocabulario popular) para la comedia y la canción. Escribió odas sacras, panegíricos y una Epístola sobre la utilidad del vidrio (1752).
El teatro ruso recibió un gran impulso también. Los dramaturgos más destacados del siglo fueron Aleksandr Sumarókov (1717-1777), Mijaíl Jeráskov (1733-1807), y, sobre todo, Denís Fonvizin.
La obra más importante de Aleksandr Sumarókov es la tragedia Jórev (1747), aunque escribió otras ocho, 13 comedias, 3 libretos de ópera y también algunos versos.
Se estima que la obra maestra de Mijaíl Jeráskov es su poema épico Rossiada (1778), pero también compuso 9 tragedias, 2 comedias y 5 dramas para el teatro entre 1758 y 1807.
Otros escritores notables del periodo son poetas Iván Jémnitser (1745–1784), Vasili Kápnist (1758–1823), Iván Dmítriev (1760–1837), y el dramaturgo Yákov Kniazhnín (1742 (1740?) – 1791). 

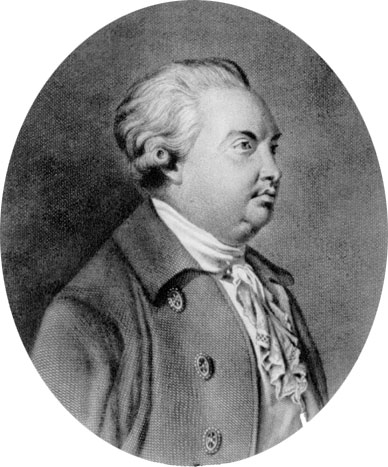
Denís Fonvizin.

Denís Fonvizin (1745-1792) es un brillante comediógrafo que además obtuvo importantes éxitos y reposiciones, ganando en su misma época una gran popularidad. Sus mejores y más celebradas comedias son El Brigadier (Brigadir) (1768) y El menor (Nédorosl) (1782). Estas piezas ridiculizan la vanidad, la galomanía o copia irreflexiva de todo lo francés y la pereza y atraso de los hacendados, así como su avidez, glotonería y brutalidad; muchas citas de sus obras se transformaron en frases proverbiales y se emplean incluso en la lengua rusa de hoy en día.
La zarina Catalina II de Rusia también poseía talento literario y escribió algunas piezas de teatro, por ejemplo O tempora! (O vremia), El engañador (Obmánschik), Un seducido (Obolschonny), Chamán de Siberia (Shamán Sibirski) y algunas piezas más. Además elaboró con buen estilo unas inteligentes Memorias.
En cuanto a la lírica, destacan Derzhavin y Karamzín.
Gavrila Derzhavin (1743-1816) fue influido por Lomonósov y Sumarókov y se interesó por los conatos renovadores de Jeráskov; amante de las formas clásicas, su aliento lírico es sincero. Se recuerdan sus obras Felitsa (1782), Dios (1784), ¡Resuene el trueno de la victoria! (Grom pobedy, razdavaysya!, himno no oficial del Imperio ruso) (1791), La cascada (1798) y La Vida en Zvansk (Zhizn Zvánskaya) (1807). Derzhavin también experimentó con diferentes tipos ritmos y rimas, sonidos e imágenes.

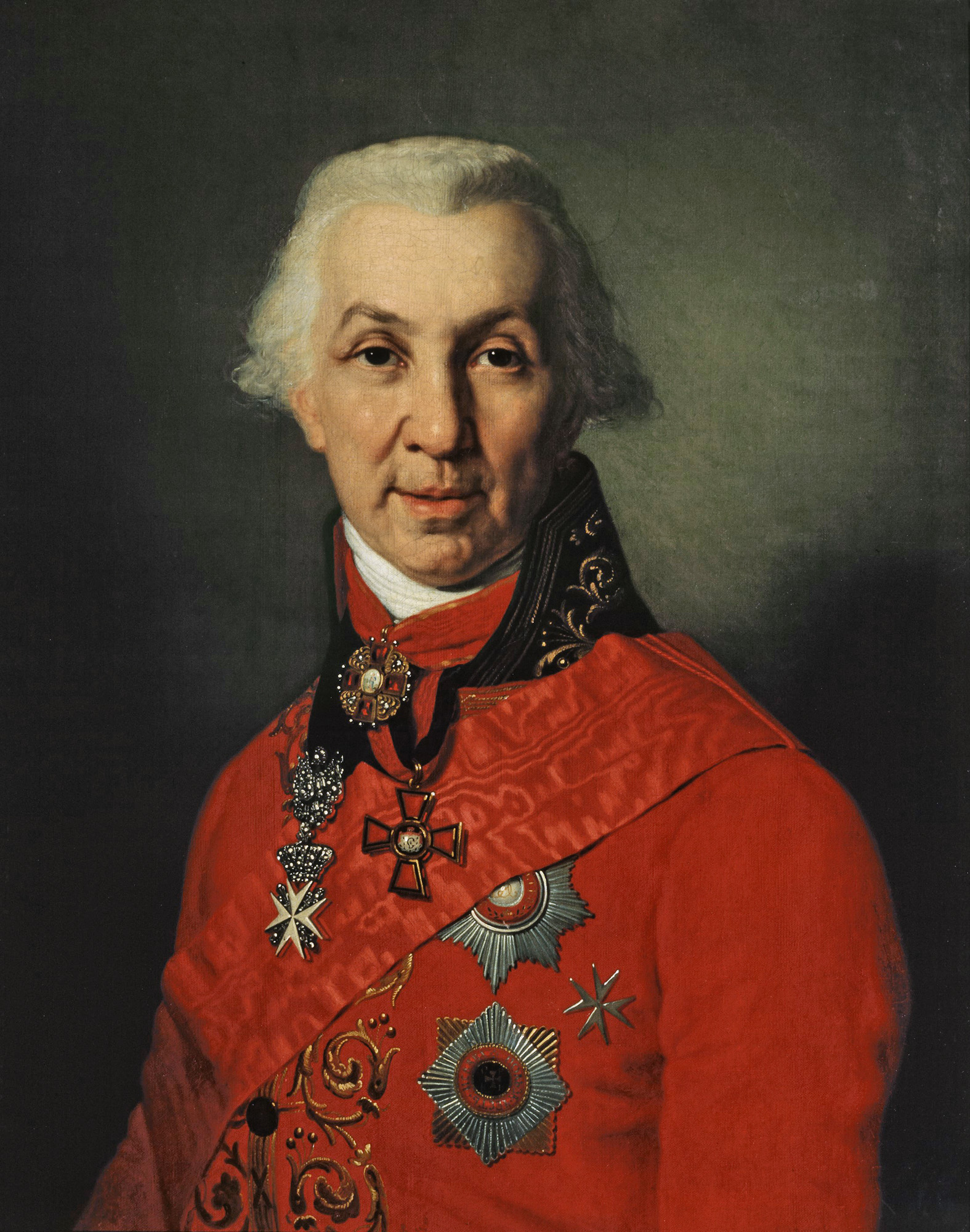
Gavrila Derzhavin, cuadro de Borovikovski.

El masón Nikolái Karamzín (1766-1826) reformó la lengua literaria introduciendo muchos galicismos y suprimiendo elementos eslavones, con lo que abrió una cierta distancia entre el ruso culto y el popular. Fue también un importante historiador y modernizó la poesía rusa. Gracias a Karamzín, la novela sentimental rusa se desarrolló a partir del siglo XVIII. Sus obras maestras son Pobre Liza (Bédnaya Liza, la primera novela sentimental en la literatura rusa) (1792), Las cartas de un viajero ruso (Pisma rússkogo puteshéstvennika) (1791-1792) y la Historia del Estado ruso (Istóriya gosudarstva Rossíyskogo) (1816-1825), donde por primera vez se intenta hacer la historia de Rusia con el rigor crítico y el método de la historiografía científica.
Una más señalada manifestación poética en la literatura rusa del siglo XVIII es la obra "revolucionaria" de Aleksandr Radíshchev (1749-1802) Viaje de San Petersburgo a Moscú (Puteshestvie iz Peterburga v Moskvú) (1790). En ese libro simpatizó con los siervos campesinos describiendo su vida miserable y denunciando el trato inhumano con que las autoridades y los hacendados los trataban; utilizó la compasión como un medio de revolución y transformación social.
En el siglo XVIII aparecieron las primeras revistas literarias rusas publicadas por Nikolái Novikov.

## El Siglo de Oro de la literatura rusa (sigloXIX)

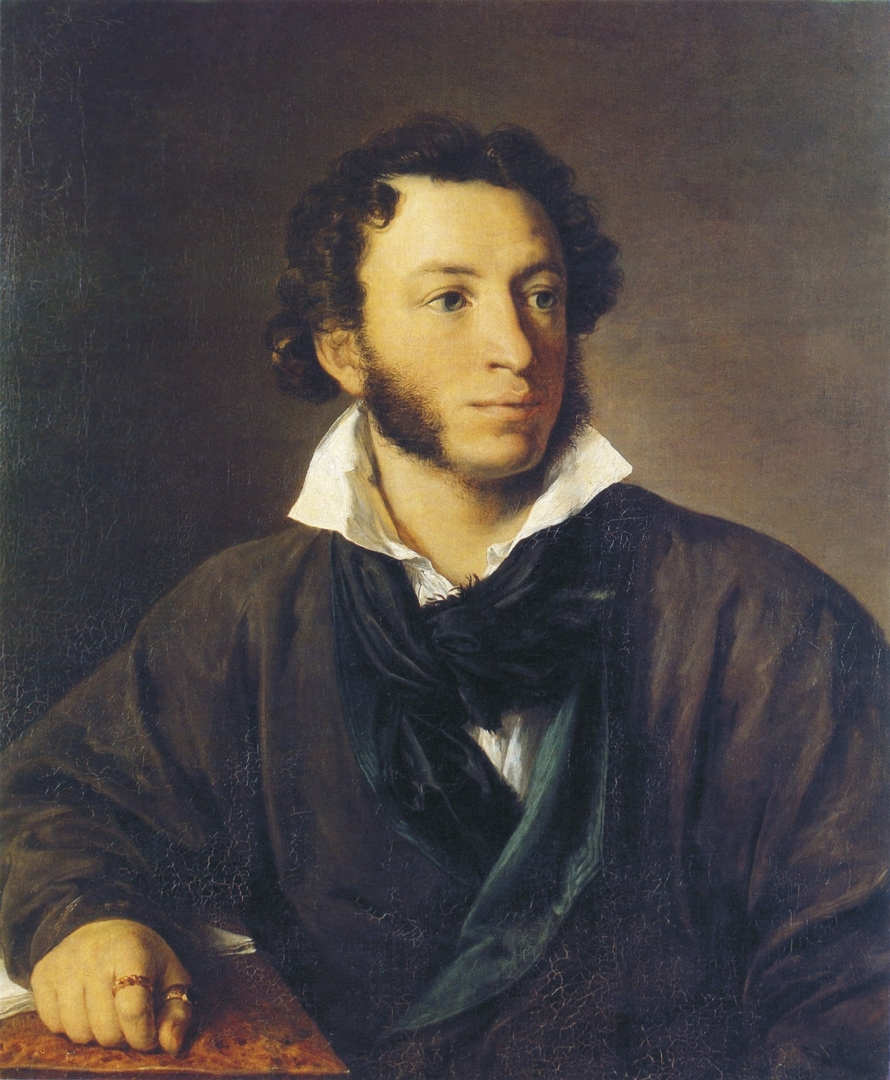
Aleksandr Pushkin, cuadro de Vasili Tropinin.

El siglo XIX es conocido tradicionalmente como “El Siglo de Oro” de la literatura rusa. Tanto la poesía como la prosa llegaron a su apogeo. A principios de siglo la corriente principal de la literatura rusa era el Romanticismo, aunque más tarde sería el realismo literario el que alcanzaría mayor importancia.
La vida literaria de la primera mitad del siglo XIX era muy animada y variada. La sociedad rusa de la época estaba profundamente influida por las guerras napoleónicas y la victoria de Rusia en la 
primera Guerra Patriótica de 1812. Las amplias capas de la población experimentaban el auge del patriotismo y se interesaban por las ideas de la revolución francesa. En esta época aparecieron diversas revistas políticas y literarias: El Mensajero de Europa (Karamzín), La Estrella Polar (Ryléyev), El Contemporáneo (Pushkin) y, algo más tarde, El Telégrafo de Moscú (Polevói), El Telescopio (Nadezhdin), etc. La vida espiritual de la época ejercía influencia en las principales corrientes literarias. El romanticismo en Rusia se desarrolló de dos maneras diferentes: el supuesto romanticismo progresivo representado por Kondrati Ryléyev, Wilhelm Küchelbecker, Aleksandr Bestúzhev (Marlinski), Aleksandr Odóyevski, Denís Davýdov (un héroe de la Guerra Patria de 1812), Nikolái Yazýkov, Dmitri Venevítinov y Yevgueni Baratynski. Los temas principales de su poesía son algunos de los acontecimientos claves en la historia rusa, la libertad, el patriotismo y algunos motivos folclóricos rusos. El golpe más duro para las aspiraciones idealistas del romanticismo progresivo fue asestado por la derrota en la rebelión de los decembristas en 1825, como resultado de la cual muchos participantes de la rebelión, como miembros de las familias nobles de Rusia, poetas y figuras públicas, fueron ejecutados o deportados a Siberia. El romanticismo pasivo o tradicional se encuentra representado por las obras de Vasili Zhukovski. Asimismo, hay una auténtica lucha entre eslavófilos y occidentalistas.
Aleksandr Pushkin se alza sobre todos los otros poetas rusos. Poseía un genio universal; reformó la lengua rusa literaria rompiendo con la tradición del siglo XVIII, escribía consumados poemas líricos, poemas épicos (Poltava, El jinete de bronce, Eugenio Oneguin), potentes obras dramáticas en versos (Borís Godunov, Pequeñas tragedias), prosa brillante (Cuentos del difunto Iván Petróvich Belkin, La dama de picas, La hija del capitán, Dubrovski), cuentos en verso (Ruslán y Liudmila, Cuento del zar Saltán, Cuento de la princesa muerta y los siete caballeros). Se convirtió en la figura central de la poesía rusa del siglo XIX, eclipsando a otros poetas, talentos que en otras circunstancias podrían haber sido el honor de cualquier literatura nacional. Influidos por Pushkin, una serie de poetas asumió su voz recién desaparecida: Antón Délvig, Piotr Pletniov, Piotr Viázemski, Pável Katenin y algunos otros, la llamada Pléyade pushkiniana.
Después de la trágica muerte de Pushkin la antorcha de la poesía rusa pasó a mano de Mijaíl Lérmontov. En sus primeros poemas imitó a Pushkin y a Byron, pero su estilo poético se afianzó enseguida, se percibe claramente en el cambio de temas como, por ejemplo, en el poema La vela en el que habla de un bienestar que solo se consigue luchando. En otros poemas refleja con vehemencia el pensamiento y los sentimientos de los jóvenes estudiantes que se rebelan y muestran su indignación ante la situación del siervo, el rechazo del despotismo zarista y la apasionada aspiración por la libertad. Sus obras más destacadas son sus versos líricos, Valerik, Borodinó, El demonio, El novicio, el drama El baile de máscaras, la novela Un héroe de nuestro tiempo.
Otros poetas notables de la primera mitad del siglo XIX son el fabulista Iván Krylov, el poeta y dramaturgo Aleksandr Griboyédov, los poetas Yevgueni Baratynski, Konstantín Bátiushkov, Alekséi Koltsov, Iván Kozlov, Piotr Yershov.
La prosa de la primera mitad del siglo XIX está representada por las novelas grandes de Pushkin, Lérmontov y por las obras de un genio más de la literatura rusa, Nikolái Gógol. Sus obras más destacadas son Veladas en un caserío de Dikanka, Tarás Bulba, Almas muertas, la comedia El inspector y siendo El capote su relato más famoso.
La segunda mitad del siglo XIX veía la emancipación de los siervos de 1861, la humillación nacional en la Guerra de Crimea y la victoria triunfal en Guerra Ruso-Turca, 1877–1878 liberando a las gentes eslavas de los Balcanes del yugo turco. En total, la sociedad estaba profundamente influida por las ideas democráticas y humanas del siglo.
La poesía de la segunda mitad del siglo XIX es principalmente filosófica y realista. Los poetas más notables del momento son Nikolái Nekrásov, Fiódor Tiútchev, y Afanasi Fet. Otros poetas notables son Alekséi Konstantínovich Tolstói (quien también escribía prosa y dramas teatrales), Apolón Máikov, Iván Nikitin o Alekséi Pleschéyev.
Si la primera mitad del siglo fue la edad de oro de la poesía rusa, la segunda mitad del siglo fue la edad de oro de la prosa rusa. Los gigantes de la época son Lev Tolstói, Fiódor Dostoyevski, Nikolái Leskov, Iván Turguénev, Mijaíl Saltykov-Shchedrín, Iván Goncharov, Dmitri Mamin-Sibiriak, Vladímir Korolenko, Antón Chéjov. Otros escritores notables son Serguéi Aksákov, Aleksandr Herzen, Nikolái Chernyshevski, el satirista Kozmá Prutkov (un pseudónimo colectivo), Dmitri Písarev, Alekséi Písemski, Gleb Uspenski, Konstantín Staniukóvich, Vsévolod Garshin, Fiódor Reshétnikov. El dramaturgo más notable fue Aleksandr Ostrovski. La crítica y literatura de tipo social en el siglo XIX estaba representada por las obras de Visarión Belinski, Nikolái Dobrolyúbov, Aleksandr Herzen y Nikolái Ogariov.
En los últimos años del siglo Nikolái Garin-Mijáilovski, Aleksandr Serafimóvich, Aleksandr Kuprín, Iván Bunin, Leonid Andréyev salieron a escena literaria.
Algunos escritores se pusieron a la literatura infantil y juvenil (Vladímir Odóyevski, quien también fue uno de los primeros escritores rusos de la ciencia ficción y Antoni Pogorelski), y otros con los cuentos sobre la vida local en determinadas regiones (como Nadezhda Sojanskaia escribiendo sobre Ucrania).

## La Edad de Plata de la literatura rusa. En la encrucijada de dos siglos (XIX y XX).Simbolismo, Modernismo y Vanguardias

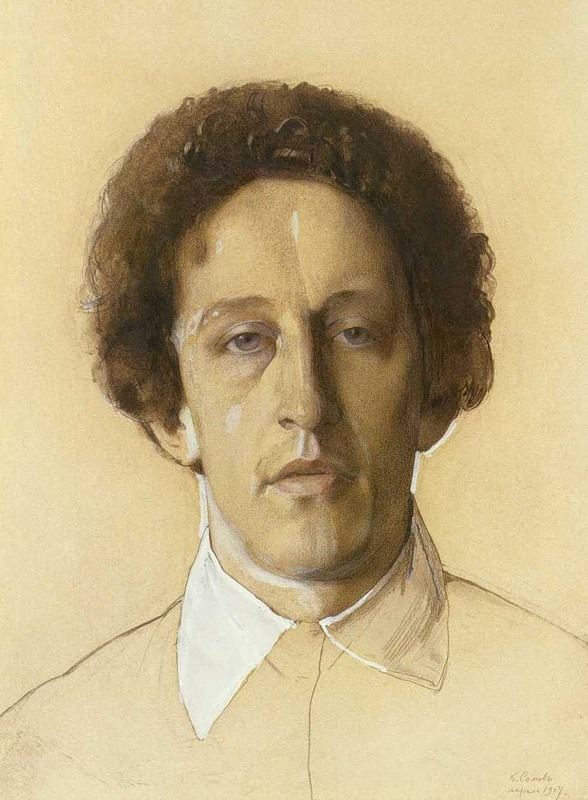
Aleksandr Blok.

La Edad de Plata comenzó en la última década del siglo XIX y concluyó en los años veinte. El marbete "Edad de Plata" marca en realidad un nuevo rumbo en la literatura rusa. Tras el positivismo y el realismo rayando en el naturalismo de los escritores revolucionarios de los ochenta, los poetas y escritores de esta denominación vivieron en la era de art nouveau o modernismo y simbolismo. Pero en Rusia esas líneas culturales europeas se transformaron y amoldaron en formas e ideas absolutamente nuevas. Los poetas y escritores de la Edad de Plata rechazaban el supuesto engagément o compromiso social del artista y proclamaban que el artista tenía una función mesiánica o de Mesías, era una figura titánica que debía encontrar las raíces profundas de la religión y de la estética: había sido señalado para prever el Mundo Nuevo y el Hombre Nuevo, era un demiurgo libre. Durante la Edad de Plata la cultura rusa llegó al apogeo del refinamiento. Este tiempo destacó como un Renacimiento espiritual sin precedentes en Rusia. 

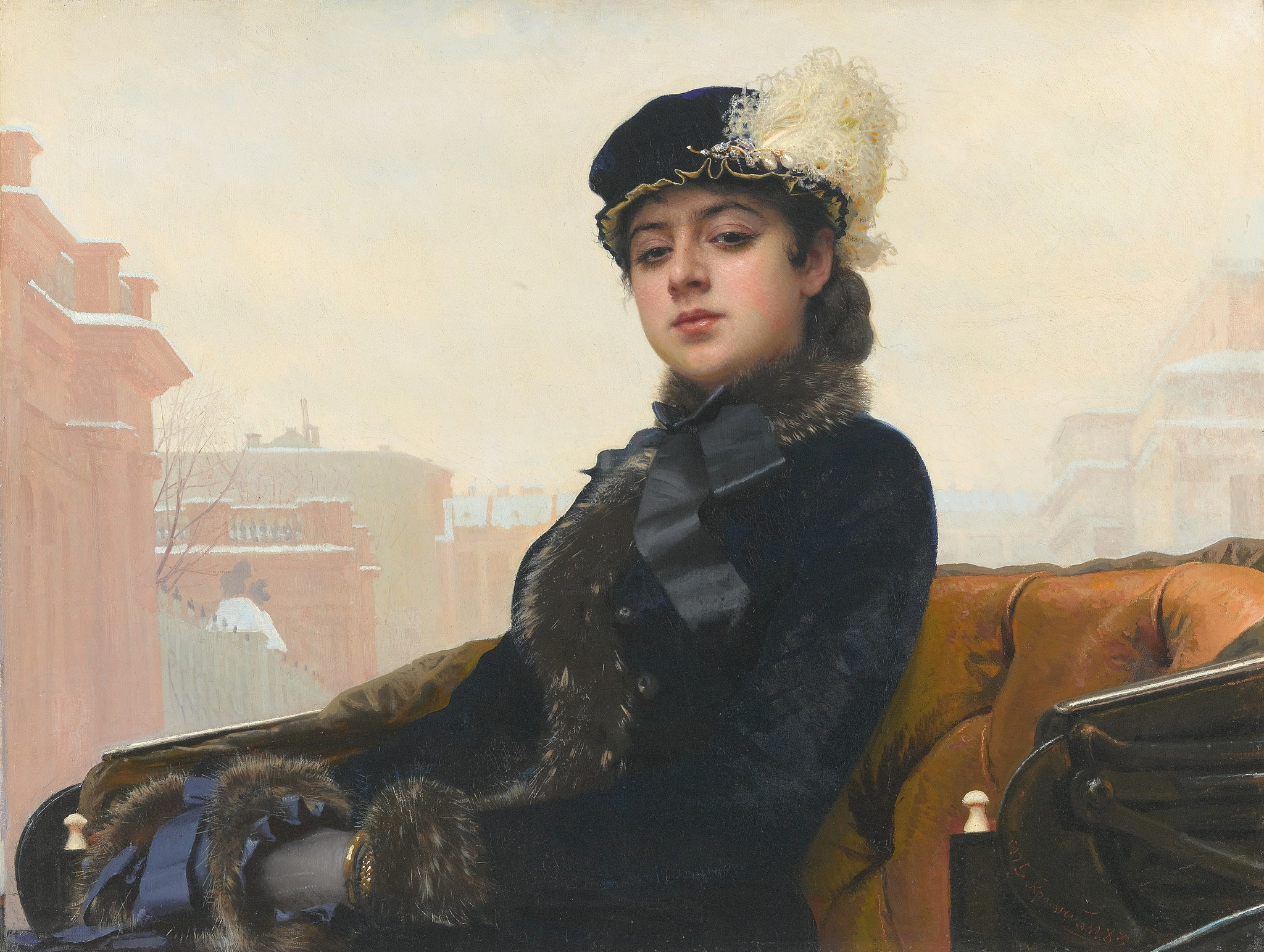
Retrato de una desconocida (Iván Kramskói, 1883).

Las corrientes literarias más conocidas de este periodo son el simbolismo ruso - representado por el simbolismo místico tradicional y el simbolismo joven - es decir, obras de Innokienti Ánnienski, Vladímir Soloviov (1853–1900), Vasili Rózanov (1856–1919), Dmitri Merezhkovski (1866–1941) y Zinaida Guippius, Konstantín Balmont (1867–1942), Valeri Briúsov (1873–1924), Fiódor Sologub (1863–1927), Andréi Bely (1880–1934) y Aleksandr Blok (1880–1921), Viacheslav Ivánov, y poetas análogos por su espíritu a los simbolistas – Maksimilián Voloshin, Mijaíl Kuzmín; futurismo ruso (David Burliuk, Velimir Jlébnikov, Alekséi Kruchiónyj, primer Vladímir Mayakovski, Vasili Kamenski, Ígor Severianin (Ígor Lótarev), primer Nikolái Aséiev, primer Borís Pasternak); Acmeísmo (primera Anna Ajmátova, Nikolái Gumiliov, primer Ósip Mandelshtam, Serguéi Gorodetski, Gueorgui Ivánov, Irina Odóyevtseva). Poetas de la corriente llamada “nuevos campesinos’” – Serguéi Esenin, Nikolái Kliúiev, Serguéi Klychkov (1889-1937), Piotr Oreshin (1887-1938), Aleksandr Shiriáyevets (1887-1924) - merecen mención también. Ellos combinaban riqueza de imágenes populares y religiosas características de la cosmovisión del campesino ruso con una búsqueda temeraria de innovación y cambios revolucionarios. Hay numerosos poetas que no pueden ser atribuidos a alguna corriente literaria distinta, por ejemplo, Vladislav Jodasévich, o Marina Tsvetáyeva.
Los simbolistas rusos empleaban las ideas de Arthur Schopenhauer, Friedrich Wilhelm Nietzsche y Oswald Spengler, manifestaban interés por el misticismo y el ocultismo, por las disputas religiosas y por las sectas populares de Rusia. Las ideas de poetas, escritores y filósofos del tiempo variaban de la aceptación del Übermensch de Nietzsche a la profesión del anima mundi, del individualismo extremo a la 'sobórnost' (espíritu colectivo). Lo que todos ellos compartieron era una búsqueda intensiva de formas artísticas nuevas y de una lengua poética renovada. Los simbolistas ponían énfasis en el aspecto verbal de los símbolos arquetípicos, buscando a la armonía nueva. Los futuristas abogaban por una innovación radical de la lengua, probando el simbolismo de los sonidos y recurriendo a experimentos audaces con la lengua. Los acmeístas propugnaban la claridad de las imágenes poéticas, anunciando que un equilibrio entre el sentido y el sonido debía ser alcanzado. Diferentes grupos artísticos surgían con numerosos manifiestos literarios. El manifiesto más conocido y escandaloso del tiempo era la Bofetada al gusto público de los futuristas (1912).
En la prosa, los escritores rusos del periodo (Andréi Bely, Leonid Andréyev, Fiódor Sologub, Alekséi Rémizov) usaban la técnica del flujo de conciencia, alógica sucesión de episodios de gramática desarticulada e imaginería entrelazada en bruto, imitando nuevos modos de la organización de los textos semejante a las reglas del montaje cinematográfico.
Los escritores realistas (Antón Chéjov, Iván Bunin, Aleksandr Kuprín, Iván Shmeliov, Borís Záitsev, Alekséi Nikoláyevich Tolstói, Mijaíl Osorguín, Maksim Gorki) también buscaban modos nuevos de expresión y formas literarias nuevas. Según Vikenti Veresáyev, un teórico literario del tiempo, su objetivo era no la representación de la vida cotidiana y costumbres, sino la comprensión de la esencia de la vida a través de representación de la vida cotidiana, encontrar una filosofía nueva de vida. De resultas, la prosa llegó a ser más lírica, y los escritores empleaban la síntesis de prosa, música y filosofía (simbolistas), prosa y acción social (futuristas).
Tradicionalmente los filósofos de la Edad de Plata son Nikolái Berdiáyev, Serguéi Bulgákov, Borís Vysheslávtsev, Semión Frank, Nikolái Lossky, Fiódor Stepún, Piotr Struve, Iván Ilyín, Lev Karsavin, Pável Florenski, Lev Shestov, Serguéi Trubetskói y Yevgueni Trubetskói, Vladímir Ern, Alekséi Lósev, Gustav Shpet, Dmitri Merezhkovski y Vasili Rózanov. Las obras de Helena Blavatsky eran leídas y bien conocidas en Rusia del período.
La Edad de Plata se terminó con la llegada de la era nueva – con la formación del primer estado soviético que proclamó ideales nuevos y era intolerante a todos quiénes "no iban al paso".

## La literatura rusa de la época soviética

### 1917-1941
Tras la Revolución de Octubre la literatura rusa entró en cierta desconexión con Occidente, por lo cual se conoce muy poco, a excepción de algunos autores.
Tras octubre de 1917 la mayor parte de los escritores de la Edad de Plata no aprobó el nuevo régimen bolchevique y abandonó el país, la mayoría para siempre. Estos escritores dieron comienzo a la literatura rusa del exilio.
Quienes por el contrario optaron por quedarse en Rusia para compartir el destino del país y sus compatriotas llegaron al apogeo de su libertad creativa; pero pasó poco tiempo para que sus convicciones y esperanzas en el futuro del país entraran en colisión con la realidad de la vida ordinaria y muchos fueron ejecutados o asesinados lentamente por la terrible falta de casi todo que hubo durante la Guerra Civil Rusa, no pudiendo publicar nada o sufriendo intimidación para ser condenados a un silencio total. Los escritores que no apoyan la revolución de forma incondicional son eliminados, arrinconados, emigrados, marginados o ninguneados.
Al mismo tiempo, el primer período de la nueva época soviética se caracterizó por la gran proliferación de diversas corrientes estéticas, voces poéticas y experimentos literarios. En este tiempo coexistieron numerosos grupos literarios que discutieron, rivalizaron y cambiaron sus miembros, generalmente, en un corto tiempo. Dentro también de las Vanguardias históricas, surgió el Imaginismo ruso, fundado por Vadim Shershenévich (1893-1942), que reivindicaba la primacía de la imagen o metáfora sobre el símbolo y el retorno a la poesía tradicional; fue cultivado por Borís Pasternak (cuya poesía destaca por encima de su prosa), Serguéi Yesenin, Riúrik Ívnev (1891-1981) y Anatoli Mariengof).
Los imaginistas probaban nuevas metáforas inesperadas, creyendo que la sorpresa de las imágenes era el objetivo final del arte metafórico. Los talentos de Yesenin y Borís Pasternak llegaron a su cumbre. La corriente poética prerrevolucionaria del acmeísmo continuó todavía. Anna Ajmátova aún escribió poemas, aunque sus publicaciones fueron escasas y más tarde cesaron. Siguió el Futurismo ruso y el Cubofuturismo (Hylaea o “Guiléia”) (Vladímir Mayakovski, Velimir Jlébnikov, Borís Pasternak, Víktor Shklovski, Alekséi Kruchiónyj (1886-1968)) florecieron hasta cierto tiempo. Aparecieron nuevos grupos como OBERIU (Nikolái Zabolotski, Daniíl Jarms) y los dadaístas “nichevoki”. Por primera vez en la historia de humanidad los escritores pudieron tomar parte en la creación de un mundo completamente nuevo, y ellos aprovecharon la oportunidad. Por ejemplo, Velimir Jlébnikov creó la poesía záum (en ruso, за́умь; zaum) o poesía transmental (magia, encantamiento a la manera de los hechiceros asiáticos). Hay que notar la figura titánica del poeta y dramaturgo Vladímir Mayakovski, quien puso su talento al servicio de la Revolución. Marina Tsvetáyeva en mucho continuó la tradición de Ajmátova y sus poemas fueron la última manifestación de la Edad de Plata. La poesía de unos genios como Mayakovski, Yesenin, Ajmátova, Pasternak, Tsvetáyeva rebasa los límites de grupos o corrientes literarias.

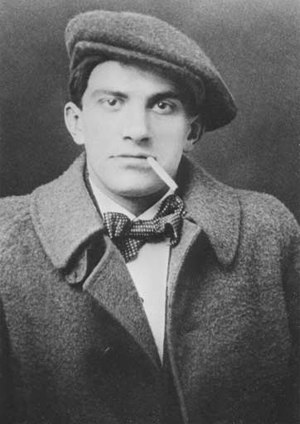
Vladímir Mayakovski en 1915.

Fuera de estos grupos existieron también los famosos "Hermanos de Serapión” (Vsévolod Ivánov, Mijaíl Slonimski (1897-1972), Mijaíl Zóschenko, Veniamín Kaverin, Konstantín Fedin, Nikolái Tíjonov), “Pereval” (encabezado por el crítico literario Aleksandr Voronski e incluyendo poeta Eduard Bagritski, escritores Mijaíl Prishvin y Andréi Platónov y muchos otros), y asociaciones de escritores proletarios pro-communistas - Proletkult, la Asociación de Escritores Proletarios de Rusia o RAPP (por ejemplo, Dmitri Fúrmanov, Aleksandr Fadéyev y muchos otros), LEF (Vladímir Mayakovski, Ósip Brik, Nikolái Aséiev, Alekséi Kruchiónyj, por algún tiempo Borís Pasternak y algunos otros).
Esos grupos difieren de los anteriores en lo siguiente:
Los “Hermanos de Serapión” y “Pereval” abogaban por unos valores humanos en el arte universales y comunes a todas las naciones, mientras que otros grupos como la RAPP y el LEF defendían la existencia de un criterio de clase social en literatura.
El objetivo del grupo LEF (Frente de Izquierdas del Arte) y su homónima revista, como se especificó en uno de los primeros números, fue "revisar la ideología y la práctica del llamado arte de izquierda, y abandonar el individualismo para incrementar el valor del arte para el desarrollo el comunismo."
Miembros de Proletkult y de RAPP pensaban que literatura y arte tuvieron un carácter clasista, y, consiguientemente, las obras de arte creadas por artistas no proletarios debían ser abandonadas y olvidadas, porque eran ajenas a la nueva sociedad y la "gente nueva".
El constructivismo (1923-1930) (Iliá Selvinski (1899-1968); Vladímir Lugovskói (1901-1957)) cantó la transición del Estado capitalista al socialista y el triunfo del proletariado y fue la primera estética lírica propia de la proletkult o "cultura proletaria"; esta pretendía crear un arte esencialmente proletario y que exaltara el trabajo colectivo; los poetas cantan a la Revolución, a las máquinas y a los obreros. Los miembros de “Pereval”, al contrario, proclamaron que la función principal de arte era el conocimiento del mundo, el mérito principal de una obra literaria no es el contenido clasista, sino la calidad artística; proclamaban la continuidad del arte desde los tiempos antiguos hasta la época presente.
Desde 1925 se enfrentan dos bandos literarios: los agrupados en la Asociación de Escritores Proletarios de Rusia, conocida por la abreviatura de RAPP y sostenida por el Estado, y los que éstos llaman popútchiki o compañeros de ruta, escritores que asistieron y acompañaron la revolución. Los ráppovtsy luchan contra el grupo de los "Hermanos de Serapión", contra los constructivistas y contra las diversas escuelas de vanguardia, incluido el grupo LEF, reclamando una literatura menos formalista y más vulgar y asequible a las masas en fondo y forma. Algo así como las escuelas del sándalo y la berza en la literatura del Socialrealismo del año 1955 en España.
En 1932, con todo, todas las asociaciones artísticas fueron prohibidas y, en 1934, los escritores recibieron la "proposición" de incorporarse en la Unión de Escritores Soviéticos, y la administración burocrática en el mundo literario comenzó. En los treinta Rusia fue aislada del mundo entero por un telón de acero, y comenzó el exterminio físico de los escritores y artistas desagradables para el régimen, sin que fuera posible ninguna otra emigraсión.
A partir de ese momento en la literatura rusa se instaura el llamado realismo socialista. Los principales representantes de la corriente son Máximo Gorki, Mijaíl Shólojov, Alekséi Nikoláyevich Tolstói y Konstantín Fedin. También aparece el normativismo (utopía social, lo social es superior a lo personal, un hombre ideal en circunstancias ideales, la realidad debe ser desdeñada y destruida para el porvenir hermoso, etc.) cuyo máximo representante fue Aleksandr Fadéyev, además del modernismo o postrealismo (que busca el sentido de la vida humana en el horror existencial del mundo, esa oposición del hombre y caos siendo trágica, pero revelando la esencia del hombre y su precio) que tiene sus máximos exponentes en Yevgueni Zamiatin, Yuri Olesha, Borís Pilniák o Andréi Platónov. Ellos continuaron las tradiciones del modernismo de la Edad de Plata y afirmaron el derecho del hombre a la vida privada. En 1932 el término nuevo "realismo socialista" apareció, fusionando las ideas del realismo nuevo y normativismo.
No obstante, entre los escritores en prosa más destacados de la época (los años 20-30) pueden ser nombrados los siguientes: el escritor y publicista Iliá Erenburg, el prosista Máximo Gorki, Borís Pilniak, Mark Aguéyev, Mijaíl Bulgákov, Olga Forsh, Alekséi Nikoláyevich Tolstói, Konstantín Fedin, Andréi Platónov, Borís Lavreniov, Yuri Olesha, Valentín Katáev, Veniamín Kaverin, Pável Bazhov, Borís Sherguín, Gleb Alekséyev, satiristas y humoristas Mijaíl Zóschenko, Ilf y Petrov, escritores que en esencia describieron los actos del Ejército Rojo en la Guerra civil rusa Isaak Bábel, Dmitri Fúrmanov, Aleksandr Fadéyev, Nikolái Ostrovski, Aleksandr Serafimóvich, escritores de la ciencia ficción y ficción social Aleksandr Beliáyev, Yevgueni Zamiatin, Vladímir Óbruchev, Aleksandr Chayánov, el trágico y romántico Aleksandr Grin.
Aparecieron escritores quienes describieron la vida rústica y la naturaleza de Rusia, por ejemplo Mijaíl Prishvin, Yevgueni Charushin. Algunos escritores se pusieron a la literatura infantil y juvenil – y ahora las obras de Kornéi Chukovski, Arkadi Gaidar, Lev Kassil, Andréi Serguéyevich Nekrásov, "Los tres gordinflones" de Yuri Olesha y "Blanquece la vela solitaria" de Valentín Katáev, poemas de Samuíl Marshak, Serguéi Mijalkov son entre los libros infantiles más predilectos. La novela histórica fue desarrollada por Vasili Yan, Alekséi Nóvikov-Pribói, Serguéi Serguéiev-Tsenski, Anatoli Stepánov, Yuri Tyniánov, Viacheslav Shishkov, María Márich. Esos escritores exploraban las relaciones entre la historia y la persona, analizando el papel de la persona en la historia. Los más conocidos dramaturgos del período son Nikolái Pogodin, Vsévolod Vishnevski.
En los treinta aparecieron los primeros poemas de Aleksandr Tvardovski y Mijaíl Isakovski.

### 1941-1953
En 1941, comenzó la Gran Guerra Patria. Aparecieron nuevos talentos, como por ejemplo Alekséi Surkov, Konstantín Símonov, Emmanuíl Kazakévich, Iósif Utkin, Borís Polevói y Vera Panova, que escribieron sobre la tragedia de la guerra y sobre las hazañas y esfuerzos de los soldados soviéticos en su lucha a muerte contra el fascismo; Vera Inber y Olga Bergolts, que sobrevivieron al Sitio de Leningrado y describieron los 900 días heroicos y trágicos; Pável Antokolski, Aleksandr Tvardovski, Mijaíl Isakovski, Andréi Platónov, Borís Pasternak, Mijaíl Shólojov, Anna Ajmátova e Iliá Erenburg emprendieron la defensa de la Unión Soviética contra la inhumanidad de fascismo. Muchos escritores perecieron en los frentes de la guerra o murieron de hambre y frío.
Durante la época, la mayor parte de los escritores emigrados abrazaron temporalmente la causa de la URSS, dadas las difíciles circunstancias que atravesaba el país.
En este período volvió a la literatura rusa el hombre corriente como personaje literario: héroes modestos y de carácter contradictorio.
Las mejores obras del periodo son “Vasili Tiorkin”, de Aleksandr Tvardovski; “El Don apacible”, de Mijaíl Shólojov; “El hijo del regimiento”, de Valentín Katáev; “La Guardia Joven”, de Aleksandr Fadéyev; “Invasión” y “El coche de oro”, de Leonid Leónov; “La estrella”, de Emmanuíl Kazakévich; el poema “Meridiano de Púlkovo”, de Vera Inber; “El relato de un verdadero hombre”, de Borís Polevói; el drama “La gente rusa” y los libros de poemas “Contigo y sin ti” y “Guerra”, de Konstantín Símonov; el poema “Hijo”, de Pável Antokolski, “Zoya”, de Margarita Aliguer; la pieza de teatro “Dragón”, de Yevgueni Shvarts; y la novela histórica “Rusia joven”, de Yuri Guerman.
Después de la guerra las autoridades ejercieron una dura represión, y hasta el fallecimiento de Stalin el Estado intervino frecuentemente en la creación literaria.

### La literatura del "deshielo" (1953-1968)
El período comienza con el fallecimiento de Iósif Stalin y se termina con el fin de la Primavera de Praga. Este período se caracteriza por la renuncia gradual del "realismo socialista" como un método de literatura, el proceso literario diverso y saturado, y el retorno a los valores humanos perpetuos.
La célebre novela Doctor Zhivago de Borís Pasternak, cuya publicación en la URSS fue prohibida hasta 1988, fue publicada por vez primera en Milán en 1957 en su versión en lengua italiana. Los poetas prohibidos de La Edad de Plata Rusa y de los años veinte, incluyendo a Yesenin, Zamiatin y Nabókov, recobraron gradualmente a sus lectores.
En poesía, podemos hablar de nuevas corrientes y grupos:
- La llamada poesía de los estadios, cuyas representantes son Yevgueni Yevtushenko, Andréi Voznesenski, Robert Rozhdéstvenski y Bela Ajmadúlina. Estos poetas buscan la vida y la poesía que llaman de conciencia, delicadeza, firmeza del alma, energía, y la verdad de la vida. Su poesía fue social, dirigida principalmente a los jóvenes de los años sesenta, que anhelaban cambios profundos.
- Los «poetas con guitarra» (como Bulat Okudzhava o Yuli Kim), que cantaban la «romanza de las ciudades», proclamaban humanitarismo, delicadeza, atención a la vida cotidiana con su comedias y tragedias privadas, y los "bardos con mochilas" (Yuri Kukin, Yevgueni Kliachkin, Aleksandr Gorodnitski, Yuri Vízbor entre otros) instaron a la vida independiente, a llevar a la práctica valores románticos como la fuga de las ciudades confortables a la vida en el seno de la naturaleza, donde un hombre es más libre que en la ciudad y prueba su fuerza y capacidad de permanecer vivo y determina sus recursos interiores.

Esas corrientes también abogaban por valores románticos como la amistad, el socorro mutuo, la responsabilidad personal e individual de cada hombre viviendo para el mal del mundo, abogaban por el carácter ardiente, maximalismo moral, renunciando a todo compromiso moral, tanto en la vida social como en la privada.
- Los poetas bajos representados, en primer lugar, por Nikolái Rubtsov con su interés por la vida en la aldea, las raíces morales e históricas de la nación, la tradición, la naturaleza y la filosofía popular.
- La neovanguardia o neofuturismo (Vladímir Kazakov, Víktor Sosnora, Guennadi Aiguí entre otros) y el Grupo de Lianózovo (neo-OBERIU) (Oleg Grigóriev, Ígor Jolin, Vsévolod Nekrásov) quienes trazaron los caminos hacia el conceptualismo.

En prosa, podemos destacar nuevos rumbos del desarrollo:
- Algunas novelas épicas notables fueron escritas a finales del realismo socialista – “Los vivos y los muertos” (Zhivýe i miórtvye), la trilogía de Konstantín Símonov (durante los años sesenta se publicaron las primeras dos partes), “El destino de un hombre” (Sudbá cheloveka) de Mijaíl Shólojov, “Vida y destino” (Zhizn y sudbá) de Vasili Grossman.
- Surgió una nueva tendencia hacia la representación de la Gran Guerra Patria – la supuesta "prosa lírica del frente" o "prosa de soldados". Los principales representantes de esta tendencia son Yuri Bóndarev, Grigori Baklánov, Víktor Astáfiev. Plantearon la cuestión del precio de una sola vida humana durante la guerra entre los montones de víctimas y pérdidas, se dirigieron a los valores humanos y estudiaron los entresijos del decaimiento moral de un hombre por las condiciones inhumanas de la guerra.
- Prosa de la aldea – “Hermanos y hermanas” (Bratia y siostry) de Fiódor Abrámov, las primeros colecciones de cuentos de Vasili Shukshín y las primeras novelas de Piotr Proskurin.
- Neosentimentalismo o realismo clásico (su máximo exponente es Yuri Kazakov) que tenía como fin la representación minuciosa de los movimientos del alma, psicología intensa.
- Movismo (mauvism) de Valentín Katáev.
- Postrealismo – “Un día en la vida de Iván Denísovich”, “El primer círculo”, “El pabellón del cáncer” de Aleksandr Solzhenitsyn o los primeros libros de Varlam Shalámov.

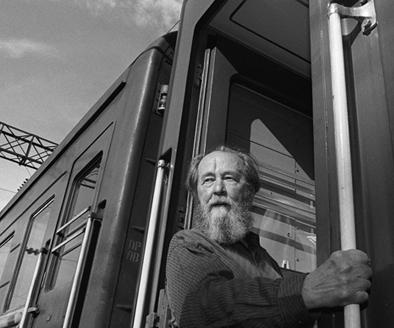
Aleksandr Solzhenitsyn.

- Realismo fantástico, cuyos representantes son Andréi Siniavski (Abram Terts) y Yuli Daniel (Nikolái Arzhak).

Podemos mencionar asimismo obras de escritores pertenecientes a otras culturas nacionales, pero que también escribían en ruso como son el gran escritor en ruso y en kirguís Chingiz Aitmátov y el bielorruso Vasil Bykau. Sus obras se convirtieron en parte orgánica de la literatura rusa.
La ciencia ficción rusa alcanza un nuevo nivel en los años sesenta con las novelas casi proagandísticas de Iván Yefrémov y los primeros libros de Arkadi y Borís Strugatski.
En la literatura propagandística, destacan los libros de Valentín Katáev de los años sesenta y “La Fortaleza de Brest” (Bréstskaia krépost) de Serguéi Smirnov.
En cuanto a la literatura infantil y juvenil está representada por las obras de Ágnia Bartó, Vitali Gúbarev, Nikolái Nósov, Lev Davýdychev, Borís Zajoder, Anatoli Rybakov, Valeri Medvédev o Yevgueni Veltístov.
En dramaturgia, sus mayores exponentes del período son Aleksandr Vampílov, Yevgueni Shvarts, Víktor Rózov, Alekséi Arbúzov.

### La literatura de los años 70 (1968 - mediados de los 80)
El período convencionalmente comienza con el final de la Primavera de Praga y el “aprieto de las tuercas” que siguió, y concluye a mediados de los ochenta con los síntomas de agravación de la crisis del estado soviético y de la ideología soviética.
En poesía puede hablarse de las siguientes nuevas corrientes y grupos:
• Neoacmeísmo, cuyos principales representantes son Arseni Tarkovski, Semión Lipkin, y Bela Ajmadúlina, quien continúa la tradición filosófica, compleja y refinada de la Edad de Plata. Estos autores proclamaron vínculos personales universales con todo en el mundo, probaban imágenes de la cultura y su papel en la formación y ‘mantenimiento’ una personalidad humana.
•Los poetas con ‘guitarras’– Vladímir Vysotski, Aleksandr Gálich, Yuli Kim. Estos poetas utilizaron a menudo lo grotesco como medio para criticar la vida contemporánea, aunque a veces su poesía está marcada por un lirismo trágico sin precedentes, así como por el psicologismo y la identificación total con los héroes de sus versos (soldados de la Gran Guerra Patria, artistas, gamberros (Vysotski)). Estos poetas fueron la conciencia del país durante los años setenta. Gálich fue obligado a emigrar y Vysotski falleció prematuramente.
• La corriente de los `poetas bajos’ fue continuada, en primer lugar, por Yuri Kuznetsov, quien en su obra exploró la tragedia del medio rural tradicional ruso, su vida y sus valores, y su destrucción gradual. Su poesía está marcada por un lirismo melancólico y por la búsqueda de Dios en la vida cotidiana.
• Neovanguardía – neofuturismo (Vladímir Kazakov, Víctor Sosnora, Guennadi Aiguí) y Grupo de Lianózovo (neo-OBERIU) (Oleg Grigóriev, Ígor Jolin, Vsévolod Nekrásov), que abrieron un camino hacia el conceptualismo, continuando su búsqueda creativa.
• Primeros versos de poetas de rock ruso (principios de los años 80) – ‘jóvenes enfadados’, que luchaban por su derecho a ser diferentes, tener sus opiniones, su estética y su estilo que eran distintos del punto de vista oficial.
Puede mencionarse asimismo a Ígor Guberman, un distinguido poeta, que también utilizó la sátira en su poesía. Sus mordaces cuartetas satíricas hicieron de él persona non grata en la URSS y tuvo que emigrar a Israel.
Puede mencionarse también la corriente poética denominada neorromanticismo, practicada por cantautores y poetas como Bulat Okudzhava, Yuri Vízbor, Yevgueni Bachurin, Aleksandr Dolski, Yunna Mórits, etc. Su poesía era una poesía ‘baja’, intelectual, a veces triste e irónica, inteligente, muy lírica. En su mayor parte se manifestó en forma de canciones, que son conocidas y valoradas hasta ahora.
Yevgueni Yevtushenko y Andréi Voznesenski continuaron escribiendo, pero su poesía tuvo menor resonancia que en la década de 1960.
En prosa, debe destacarse la evolución o desintegración gradual del realismo socialista y el retorno al realismo crítico
• Entonces una nueva corriente en prosa apareció, la llamada ‘epopeya popular’ (Anatoli Ivanov con su La llamada perpetua, Piotr Proskurin, Fiódor Abrámov). Estas obras estudiaban las vidas de algunas generaciones de familias rusas, en el fondo familias campesinas y sus destinos en la Rusia ‘encabritada’ por la Revolución y martirizada en la Gran Guerra Patria y en la vida cotidiana moderna. Esos escritores examinaban el nervio moral y los valores espirituales que permitieron a la gente sobrevivir y vencer en la guerra, pero ellos no idealizan la gente. Esos escritores fueron los primeros en ver que la vida saciada lleva sus propios peligros – ‘insuficiencia cardíaca’, búsqueda de provecho, olvido de valores eternos, sordera moral. Afín a la corriente es la ‘prosa de la aldea’ cuyos principales representantes son Vasili Belov, Valentín Rasputin, Víktor Astáfiev, Vasili Shukshín, con sus héroes intensamente buscando ‘algo más’, el sentido de la vida, la justificación de su existencia.
• La Prosa de guerra está representada por las obras de Borís Vasíliev, Vitali Zakrutkin, Víktor Astáfiev, Yuri Bóndarev y Viacheslav Kondrátiev. Los escritores intentaban descubrir qué hizo que la gente continuase siendo humana en medio de la carnicería sangrienta de la guerra, rindiendo homenaje a las gentes sencillas que no se permitieron convertirse en inhumanas.
• Puede mencionarse asimismo el desarrollo subsiguiente del movismo (mauvism) representado por las más avanzadas y más maduras obras de Valentín Katáev. Mauvism es una mezcla interesante con partes cuasi-documentales, visiones, ensueños con el movimiento libre a través del tiempo en todas las direcciones.
Es difícil etiquetar a los prosistas de la época como partidarios de una corriente literaria concreta. No obstante, pueden destacarse escritores notables como Vladímir Voinóvich, Fazil Iskander y Vasili Aksiónov, quienes prefirieron el género satírico para sus estudios del absurdo de los mitos totalitarios, el avanzado Yuri Trífonov y Gavriíl Troepolski quien en su Bim blanco, oreja negra revelaba y estudiaba la sordera moral y la depreciación de valores en la vida cotidiana, Vladímir Tendriakov y Yuri Dombrovski con su valiente revelación de la injusticia del régimen soviético con métodos casi realistas pero usando parábolas, el postrealismo místico de Vladímir Orlov y Anatoli Kim. El tema de "Archipiélago Gulag" está estudiado más profundamentete por Aleksandr Solzhenitsyn y Varlam Shalámov. La prosa histórica del período está representada por las novelas de Valentín Píkul, Dmitri Balashov, Alekséi Yúgov quienes estudiaron el progreso histórico de Rusia.
Apareció una nueva corriente literaria en prosa, la supuesta prosa pedagógica. Son novelas y cuentos que examinan la psicología de los adolescentes, cómo se hacen mayores y ¡los problemas de su socialización y de su contacto personal y trato con los adultos. Esas obras también plantean una cuestión de la responsabilidad de los adultos para el fiasco y la falta de valores espirituales de los adolescents. Esta corriente es representada por las obras de Albert Lijánov, Simón Solovéichik, Borís Vasíliev, and Vladímir Zheléznikov.
Se puede decir que el periodo estimuló el postmodernismo ruso literario, y los escritores postmodernistas más notables del periodo son Venedikt Eroféiev, Sasha Sokolov y Andréi Bítov.
Es el tiempo de florecimiento de ciencia ficción social y filosófica, con obras maduras de Arkadi y Borís Strugatski, Olga Lariónova, Kir Bulychóv, Séver Gansovski, y la ciencia ficción espacial de Serguéi Snégov. Esas obras se elevan sobre la lectura de pasatiempo, analizando la naturaleza humana extemporánea, planteando cuestiones filosóficas y examinando diferentes modelos sociales.
En cuanto a la literatura infantil y juvenil, está representeada por las obras de Vladislav Krapivin, Kir Bulychóv y Eduard Uspenski, el autor de Cheburashka.
Los mejores dramaturgos de la época fueron Aleksandr Vampílov, Grigori Gorin, Aleksandr Gelman, Edvard Radzinski, Gueorgui Polonski, Aleksandr Volodin y Mijaíl Shatrov.
La literatura en ruso del período creada por escritores pertenecientes a otras culturas nacionales está representada por las obras maduras del kirguís Chingiz Aitmátov y de escritores bielorrusos - Vasil Bykau, lo mismo que por la nueva prosa documental de Alés Adamóvich y la prosa de guerra confesional y de multitud de voces de Svetlana Aleksiévich, galardonada con el Premio Nobel de Literatura en 2015. Sus obras no solo se convirtieron en un tesoro de la literatura en ruso sino que influyeron fuertemente sobre la literatura rusa.

## Literatura rusa en emigración
Tras la Revolución de Octubre en 1917 la mayor parte de los escritores de la Edad de Plata no aprobó el nuevo régimen bolchevique y abandonó el país, la mayoría para siempre. Estos escritores dieron comienzo a la literatura rusa del exilio.
Podemos hablar de tres períodos (o tres ‘olas’ de emigración de masas) en la historia de literatura rusa en el exilio: 
1. Literatura de la primera ola – obras de los escritores y poetas desplazados por la Revolución de Octubre en 1917.
Literatura de la “generación desapercibida” - obras de sus hijos y de escritores y poetas quienes maduraron y comenzaron a escribir en emigración
2. Literatura de la segunda ola – obras de los escritores y poetas desplazados por la Segunda Guerra Mundial
3. Literatura de la tercera ola – obras de numerosos disidentes soviéticos quienes emigraron al oeste en 1970 - mediados de los 1980

Los emigrados de la primera ola se establecieron principalmente en Berlín, París y Praga, convirtiendo a esas ciudades en importantes centros de cultura y literatura rusa durante la emigración. Algunas revistas literarias y editoriales publicaron las obras de escritores emigrados rusos y eso estimuló discusiones intelectuales así como la vida cultural. Escritores y poetas se agruparon alrededor de las revistas dando lugar a grupos literarios.
Los escritores más notables de la primera ‘ola’ son Iván Bunin, Aleksandr Kuprín, Iván Shmeliov, Yevgueni Zamiatin, Leonid Andréyev, Marina Tsvetáyeva y Alekséi Nikoláyevich Tolstói (los dos últimos regresaron a la URSS más tarde). Entre otros escritores y poetas que escaparon del régimen bolchevique fueron Dmitri Merezhkovski y su esposa, la poeta Zinaída Guippius, Borís Záitsev, Mijaíl Osorguín, Alekséi Rémizov, Gueorgui Ivánov, Konstantín Balmont, Nadezhda Teffi (Nadezhda Lojvítskaya), Vladislav Jodasévich, Irina Odóyevtseva, Ígor Severianin (Ígor Lotariov), Sasha Chorny (Aleksandr Glikberg), Nina Berbérova, Arkadi Avérchenko, Mark Aldánov, Nikolái Otsup, Elizaveta Kuzminá-Karaváyeva (Madre María), Viacheslav Ivánov, Gueorgui Adamóvich, Piotr Krasnov, y muchos otros. Sus obras exploraron los motivos apocalípticos, de fatalidad y sino, del fin de la civilización, la soledad trágica del hombre en un mundo hostil, proclamaron el precio del sustento de un alma viva humana en un mundo trágico y disgregado. Algunos de los escritores analizaron las causas de la revolución y condenaron a los “descarados, villanos y vándalos” que destruyeron la Rusia zarista.
La “generación desapercibida” fueron en esencia escritores y poetas más jóvenes que maduraron y comenzaron a escribir ya emigrados. Los más conocidos poetas de la “generación desapercibida” son Borís Bózhnev, Aleksandr Ginger, Anna Prismánova, Alla Goloviná, Raísa Bloj, Borís Poplavski, Yuri Terapiano, Nikolái Turovérov, Lídiya Chervínskaya, Irina Knorring, Vladímir Smolenski. Su poesía lírica tenía como fin la representación minuciosa de los movimientos del alma, psicología intensa y apuntaba los motivos de un hombre sin hogar, solitario, amargado, un alma en pena. Los más notables prosistas son Vladímir Nabókov, Gueorgui Yevangúlov, Yuri Felzen, Gaito Gazdánov y Leonid Zúrov.
Los representantes de la segunda ola son Iván Yelaguin, Nikolái Narókov, Dmitri Klenovski, Borís Shiriáyev. Sus obras giraban en torno a su amarga experiencia de la vida en la URSS.
La tercera ola de emigración, ‘ola’ de disidentes, tuvo su causa en la protesta de los intelectuales contra el control ideológico omnipresente y contra el “apriete de tuercas” después de la Primavera de Praga. Algunos autores fueron deportados por las autoridades soviéticas. Se establecieron principalmente en Nueva York e Israel. Entre los escritores de la tercera ‘ola’ destacan Joseph Brodsky, Andréi Siniavski, Dmitri Bóbyshev, Sasha Sokolov, Vasili Aksiónov, Frídrij Gorenstein, Gueorgui Vladímov, Aleksandr Solzhenitsyn, Serguéi Dovlátov, Andréi Amalrik, Lev Kópelev, Irina Ratushínskaya, entre otros.
Después de la disolución de la Unión Soviética los antepechos que dividieron la literatura rusa en dos fueron derribados. Actualmente la literatura rusa vuelve a estar unida, lo que implica que, aunque la literatura rusa es diversa, gracias a la gran proliferación de diversas corrientes estéticas, voces poéticas y experimentos literarios, puntos de vista y enfoques creativos, ya no está dividida trágicamente por un telón de acero y prohibiciones del gobierno. Los autores y sus libros pueden atravesar fronteras fácilmente.

## Literatura de la época postsoviética (mitad de los 80 - presente)
En la segunda mitad de los ochenta la crisis de la ideología soviética se hizo muy aguda y general, lo que estimuló la aparición de una literatura nueva, postsoviética. Durante esta época el telón de acero desapareció por completo, y los autores emigrados regresaron a Rusia. Se puede decir que las dos corrientes de la literatura rusa confluyeron, transformándose en una nueva corriente.
Como suele ocurrir en épocas de crisis, la literatura se dedicó principalmente a revelar y estudiar los males y patologías de la sociedad rusa, rayando en el naturalismo fisiológico, con un pesimismo extremo, y dividiendo todas las manifestaciones de la vida en sus partes integrantes. He aquí por qué la literatura desde mediados de los 80 hasta comienzos del siglo XXI mereció en Rusia el apodo de ‘chernuja y pornuja’ – literatura negra y pornográfica. Apareció una corriente neo-naturalista en prosa representada, por ejemplo, por Anatoli Azolski y Serguéi Kaledin. Los textos que condenaban el sistema y la ideología soviéticos fueron tan numerosos que pudo hablarse de una nueva 'ideología oficial', opuesta a la ideología soviética. Pero poco a poco, con la llegada de la esperanza nueva para Rusia, la literatura se hizo más diversa.
En poesía, las corrientes más importantes son:
• Conceptualismo (Dmitri Prígov, Lev Rubinstein, Timur Kibírov). El principio fundamental de conceptualismo son los ‘juegos’ con objetos y clichés verbales de socialismo y su reducción al absurdo.
• Neobarroco, cuyos representantes mejores son Yelena Shvarts, Iván Zhdánov y Alekséi Párshchikov.
• Un nuevo grupo literario, “Mitkí”, formado por Vladímir Shinkariov, Mijaíl Sapego, Olga y Aleksandr Florenski, Dmitri Shaguin, Boris Grebenshchikov, quienes cultivan un sentimentalismo ingenuo, de simplicidad y tontería deliberadas. La mayor parte de los poetas del rock y cantautores principales de los noventa estuvieron más o menos vinculados con el grupo. Los 'Mitkí' escribieron prosa y poesía, pintaron y cultivaron un estilo de vida especial.
• Poetas y cantautores de rock ruso: los más conocidos son Aleksandr Bashlachov, Boris Grebenshchikov, Yuri Shevchuk, Víktor Tsoi, Yanka Diáguileva.
• Los poemas de Karén Dzhanguírov, Dmitri Býkov, Iván Ajmétiev, Bajyt Kenzhéyev, Vladímir Vishnevski son de interés también.
En los últimos tiempos la comunidad de Internet se desarrolló rápidamente en Rusia, y apareció un fenómeno nuevo, la literatura interactiva (‘Seteratura’) -
La prosa post-modernista predomina durante el periodo. La corriente está representada principalmente por las novelas de Tatiana Tolstaya, Valeria Nárbikova, Víktor Pelevin, Viacheslav Pietsuj, Víktor Eroféiev, Dmitri Lípskerov, Pável Krusánov, Vladímir Orlov, Nikolái Dezhnev, Anatóli Korolióv, Anatoli Kim, Vladímir Voinóvich, Vasili Aksiónov y Dmitri Býkov. El puesto de Borís Akunin entre post-modernistas puede ser disputado, pero al mismo tiempo los críticos literarios están de acuerdo con que su prosa es de alta calidad y solamente se enmascara como obra policíaca. Los post-modernistas rusos en su poética reflejan la crisis de ‘fin de siècle’ en literatura. La crisis se manifestó en la pérdida de confianza en muchas cosas: cultura, lengua, utopía; al mismo tiempo los post-modernistas sienten cierta nostalgia por la fe perdida.
La manera realista sufrió cambios radicales, como puede comprobarse en las últimas novelas de Víktor Astáfiev, Anatoli Rybakov (Deti Arbata – Los hijos de Arbat) y Gueorgui Vladímov.
El post-realismo está representado por las obras de Ludmila Ulítskaya, Dina Rúbina, Olga Slávnikova, Serguéi Dovlátov, Vladímir Makanin, Liudmila Petrushévskaia, Fridrich Gorenshtein, Alekséi Slapovski, Galina Scherbakova, Efraim Sevela, Aleksandr Kabakóv.
Los más dudosos y escandalosos escritores serios del tiempo son Yuz Aleshkovski, Yuri Mamléiev, Vladímir Sorokin, cuyas obras abundan en líquidos del cuerpo de todo género, atrocidades y un lenguaje obsceno.
La novela histórica está desarrollada principalmente por Dmitri Balashov y Borís Vasíliev, quienes dirigen su mirada a las épocas primeras de la historia rusa, examinando vuelos y caídas del país.
La ciencia ficción filosófica y social florece también, representada por las obras de Arkadi y Borís Strugatski, Aleksandr Grómov, Oleg Dívov, Henry Lion Oldie, Yelena Jaietskaia, Viacheslav Rybakov, Vladímir Mijáilov, Yevgueni Lukín, Sviatoslav Lóguinov, Eduard Guevorkián, Borís Shtern, Serguéi Siniakin, Jolm van Zaichik, Vladímir Jlúmov, Dmitri Býkov, Andréi Stoliarov, Aleksandr Yetóiev, Leonid Kagánov. Es literatura de alta calidad, que no debe ser discriminada por culpa de género, porque es a menudo difícil decir donde juegos post-modernistas o post-realistas se terminan y donde literatura ‘de amplio consumo’ comienza. Un escritor de ciencia ficción muy popular es Serguéi Lukiánenko, pero él gradualmente se comercializa. Podemos mencionar asimismo las novelas-parábolas maravillosas de escritores ucranianos Marina y Serguéi Dyachenko, quienes escriben en ruso las más de las veces. El género de la literatura fantástica (fantasy) apareció en Rusia también, en el subgénero llamado ‘literatura fantástica eslava’ María Semiónova es la autora principal.
En cuanto a la literatura infantil y juvenil, esa literatura es representado, ante todo, por los libros de “Consejos perniciosos” muy populares por Grigori Oster.
La dramaturgia del tiempo es representado por el teatro post-modernista de Venedikt Eroféiev, Mijaíl Volojov, Nina Sadur, neonaturalismo de Nikolái Koliada evolucionando en la dirección de neosentimentalismo, piezas de teatro post-realistas de Liudmila Petrushévskaia.

### Lista de escritores destacados
| - Aleksandr Afanásiev - Víktor Astáfiev - Andréi Bely - Iván Bunin - Mijaíl Bulgákov - Pável Bazhov - Yuri Bóndarev - Antón Chéjov - Fiódor Dostoievski - Konstantín Fedin - Denís Fonvizin - Nikolái Gógol - Iván Goncharov - Maksim Gorki - Aleksandr Grin - Vasili Grossman - Ilf y Petrov - Lev Kasil - Vladímir Korolenko | - Pável Krusánov - Aleksandr Kuprín - Nikolái Leskov - Vladímir Nabókov - Nikolái Nósov - Aleksandr Ostrovski - Borís Pasternak - Víktor Pelevin - Andréi Platónov - Valentín Rasputin - Mijaíl Saltykov-Shchedrín - Varlam Shalámov - Iván Shmeliov - Mijaíl Shólojov - Vasili Shukshín - Yevgueni Shvarts - Fiódor Sologub - Aleksandr Solzhenitsyn - Arkadi y Borís Strugatski | - Alekséi Nikoláyevich Tolstói - Lev Tolstói - Iván Turguénev - Ludmila Ulítskaya - Borís Vasíliev - Vladímir Voinóvich - Venedikt Eroféiev - Yevgueni Zamiatin |

### Lista de poetas destacados
| - Bella Ajmadúlina - Anna Ajmátova - Aleksandr Blok - Joseph Brodsky - Valeri Briúsov - Aleksandr Griboyédov - Nikolái Gumiliov - Alekséi Koltsov - Iván Krylov - Mijaíl Lérmontov - Ósip Mandelshtam - Vladímir Mayakovski - Nikolái Nekrásov - Iván Nikitin - Alekséi Párshchikov |  | - Dmitri Prígov - Aleksandr Pushkin - Nikolái Rubtsov - Konstantín Símonov - Yelena Shvarts - Fiódor Tiútchev - Aleksandr Tvardovski - Marina Tsvetáyeva - Andréi Voznesenski - Vladímir Vysotski - Piotr Yershov - Serguéi Yesenin - Yevgueni Yevtushenko - Iván Zhdánov - Vasili Zhukovski |

## Premio Nobel de Literatura en lengua rusa
- Iván Bunin - El señor de San Francisco (1933)
- Borís Pasternak - Doctor Zhivago (1958)
- Mijaíl Shólojov - El Don apacible (1965)
- Aleksandr Solzhenitsyn - Archipiélago Gulag (1970)
- Joseph Brodsky - 1987
- Svetlana Aleksiévich - 2015; escritora bielorrusa que escribe en lengua rusa